# Métro de Lille
Vous lisez un « article de qualité » labellisé en 2013.
Le métro de Lille est un système de transport en commun en site propre desservant Lille et son agglomération, dans le département français du Nord. Il a la particularité d'être le premier métro au monde à utiliser la technologie du véhicule automatique léger (VAL), cette technologie étant créée au début des années 1970 au sein de l'Université des sciences et technologies de Lille grâce notamment aux travaux du professeur Robert Gabillard. Le système VAL est ensuite exploité par un consortium mené par Matra qui se charge également des travaux avec le soutien de la communauté urbaine de Lille, alors dirigée par Arthur Notebart. Le métro est finalement inauguré le 25 avril 1983 par le président de la République François Mitterrand.
Ce métro sur pneumatiques comporte deux lignes en site propre, souterraines sur la majorité de leur tracé, d'une longueur totale d'environ 45 kilomètres et soixante stations. En 2016, plus de 110 000 000 voyages ont été effectués sur le réseau. La première ligne, partiellement ouverte en 1983 après six années de travaux pour relier Villeneuve-d'Ascq à Lille, est accessible en totalité un an plus tard. La seconde ligne fut inaugurée en 1989 puis accessible en intégralité en 2000 ; cette ligne relie Lomme aux villes de Roubaix et Tourcoing en passant par Lille. Prévues par la communauté urbaine, les lignes 3 et 4 sont finalement abandonnées dans les années 2000 à cause d'un coût trop élevé et remplacées par un réseau de bus à haut niveau de service.
À son inauguration, le métro est exploité par la Compagnie du Métro de Lille. Celle-ci fusionne avec une autre entité pour devenir Transpole en 1989 puis Ilévia en 2019. Depuis, Ilévia, appartenant au groupe Keolis, est chargé de l'exploitation du réseau. L'entreprise publique se charge également du tramway et des bus de la métropole lilloise.

## Histoire

### Naissance du système VAL
Dans les années 1960, la décentralisation d'une partie de la ville de Lille est envisagée pour plusieurs raisons. Si certaines communes de la métropole lilloise restent isolées et mal desservies par les transports en commun, le centre-ville de Lille est lui engorgé par la circulation automobile. L'idée de la décentralisation est concrétisée par la création de l'Établissement public d'aménagement de Lille-Est (EPALE) en 1968. L'EPALE a pour objectif l'aménagement d'une ville nouvelle près de Lille. Le choix du lieu d'implantation est important puisque des carrières de pierre calcaire existent dans le secteur et que la création de la ville nouvelle sur ces carrières entraînerait des coûts supplémentaires non négligeables.
Les travaux de l'équipe du professeur Robert Gabillard sur les télécommunications et la propagation électromagnétique à travers les ouvrages souterrains ont été reconnus par les spécialistes du domaine et finissent par arriver dans les bureaux du préfet du Nord, Pierre Dumond. Le préfet a alors l'idée d'une collaboration entre Robert Gabillard, travaillant à la Faculté des sciences de Lille, et l'EPALE pour la détection souterraine des zones calcaires. L'équipe met au point un appareil de cartographie électromagnétique et découvre les zones sensibles. Après cette étude, le choix de l'implantation de la ville nouvelle s'est porté sur Villeneuve-d'Ascq.

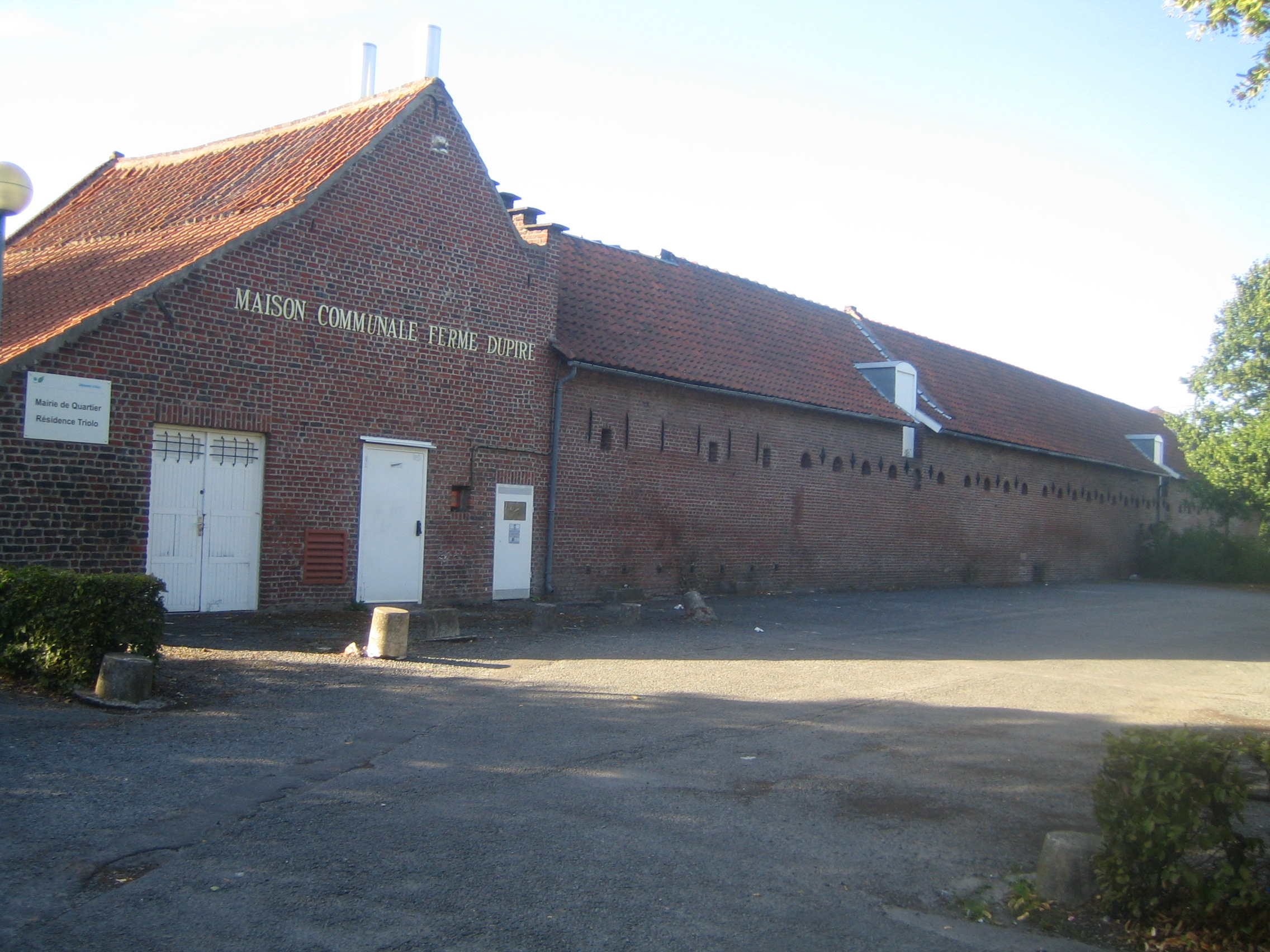
L'EPALE, qui a son siège dans la ferme Dupire (photo), a pour mission la création d'un nouveau moyen de transport rapide et de haute qualité.

Satisfait de cette première collaboration, l'EPALE, par la voix de son président Jean-Claude Ralite, charge Robert Gabillard d'une nouvelle mission. Toujours dans l'idée de décentraliser et rompre l'isolement de certaines villes de l'agglomération, l'EPALE ainsi que la communauté urbaine de Lille (CUDL) sont à la recherche d'un nouveau moyen de transport. Cette fois, il s'agit d'utiliser les travaux de Robert Gabillard sur l'électromagnétisme sur un transport rapide avec une fréquence de passage élevée. Étant donné cette cadence importante, la conduite humaine ne permet pas d'assurer la sécurité des passagers et l'automatisation du futur moyen de transport est rapidement envisagée. Les travaux de recherche à l'Université des sciences et technologies de Lille (nouvelle appellation de la Faculté des sciences) avancent et débouchent en 1971 sur le dépôt du brevet du système VAL (Villeneuve d'Ascq-Lille).
À la suite de ce brevet, la CUDL lance un concours international pour équiper l'agglomération lilloise d'un nouveau système de transport en commun. Cet appel d'offres devient une nécessité puisque dans le même temps, les principales lignes du tramway ont été démantelées, après la fin de leur concession et leur retour aux communes. Deux grands critères pour ce futur transport sont déterminés. Tout d'abord, un service de haute qualité ; le moyen de transport devra avoir une fréquence minimale de 5 minutes en heure creuse et 1 minute en heure pleine, il devra être disponible 20 heures par jour, 55 % de l'espace des rames devront être des places assises et enfin il devra rouler à une vitesse de 34 km/h. Le second critère est le coût aussi bien celui de la construction (construction des voies et des rames) que celui de la maintenance du réseau de haute qualité.
En 1972, le projet industriel d'un groupement d'industriels dirigé par la société Matra est choisi par la CUDL. L'entreprise a pour objectif la construction d'un prototype d'une rame de deux voitures et son expérimentation sur une zone d'essai en boucle fermée. Plus tard, deux docteurs-ingénieurs présentent une synthèse détaillée et la réalisation en laboratoire d'une maquette. Sur ces travaux, la construction d'un prototype d'une rame de deux voitures est lancée. Pour les essais qui se déroulent de juin 1973 à septembre 1974, la rame circule à Lezennes sur une boucle fermée.
Les premiers calculs des coûts indiquent que le système VAL est une solution intéressante. En effet, la société française d'études et de réalisations de transports urbains, qui coopère avec Matra pour la réalisation des infrastructures, montre que le VAL peut permettre de réduire les investissements initiaux de 15 % et de réduire les charges d'exploitation de 30 % par rapport à un matériel roulant classique.
Après ces différentes études, l'EPALE avec le soutien d'Arthur Notebart, président de la CUDL, présente en 1974 un projet de développement des transports en commun de la métropole lilloise comprenant quatre lignes de métro.
La première ligne est prioritaire pour la CUDL car elle relie Villeneuve-d'Ascq à la gare de Lille. La deuxième ligne doit relier Tourcoing à Lambersart en passant par Roubaix et Lille. Ces deux premières lignes sont dans le sens Est-Ouest tandis que les lignes 3 et 4 sont l'axe Nord-Sud. La troisième ligne devrait aller de Marquette à Wattignies en passant notamment par Lille et la quatrième passerait par Lys-lez-Lannoy, Roubaix et Wattrelos. La conséquence de ce projet ambitieux est la forte augmentation du budget prévisionnel, passant de 230 millions à 875 millions de francs.
De là, les premières réserves sur le projet VAL apparaissent. Les opposants considèrent le futur métro de Lille comme une « erreur funeste » en dénonçant les coûts élevés du VAL et émettent des doutes sur la sécurité des passagers. Le Syndicat national des usagers des transports est quant à lui préoccupé par la technologie employée et sa sensibilité aux températures ; il souhaite alors une amélioration des transports existants (bus et tramway).
Malgré l'arrêté de 1976 déclarant les travaux de la ligne 1 d'utilité publique, la CUDL voit le début des chantiers du métro retardé par le Secrétaire d'État aux Transports, qui refuse de valider la concession signée par la CUDL pour la construction. À la suite de cela, la Communauté urbaine décide de prendre elle-même en charge les travaux du métro et débloque les fonds nécessaires.

### Construction et ouverture de la ligne 1
À l'automne 1977, la société Matra débute sous contrôle de l'EPALE les chantiers du futur métro de Lille par la construction du garage-atelier de Villeneuve-d'Ascq. Quelques mois plus tôt, Matra avait conclu un contrat de fourniture de 38 rames du système VAL (désormais connu sous le nom de Véhicule Automatique Léger) et les automatismes correspondants. Fin 1978, la SOFRETU détache une équipe de 35 personnes pour superviser les travaux en souterrain, entre les stations Pont de Bois et Barthélémy-Dorez. En 1979, Matra crée avec Transexel la Compagnie du Métro de Lille (COMELI) qui a pour mission la future exploitation du métro lillois et la maintenance des équipements.

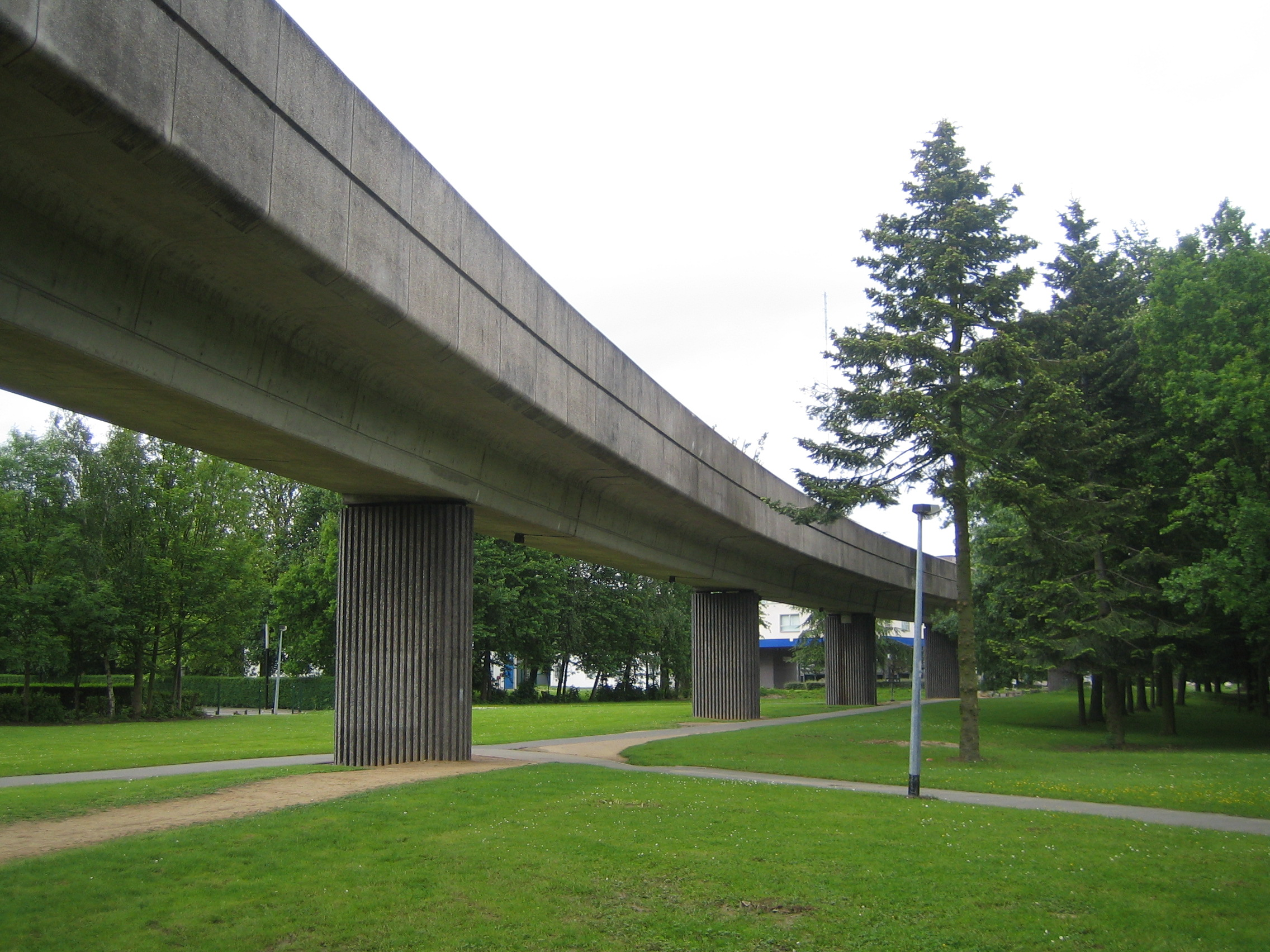
La construction du viaduc de Villeneuve-d'Ascq sur la ligne 1 est achevée en treize mois.

Le premier tronçon de la future ligne 1 du métro est achevé en septembre 1979. Cette portion, entre la station Cité Scientifique et le garage-atelier servant également de poste central de contrôle (PCC), va accueillir les premières rames avec l'équipement mais sans les automatismes. Jusqu'au début de l'année 1981, les rames ainsi livrées sont testées sur cette portion en collaboration avec les chercheurs de l'Université des sciences et technologies de Lille (USTL), d'abord en conduite manuelle puis avec les automatismes. En avril de la même année, la Compagnie industrielle de matériel de transport (CIMT), qui est associée à l'entreprise Matra pour la construction du métro, livre la première rame de série.
Pour le reste de la ligne, le passage du métro en viaduc est privilégié dans les zones peu ou moyennement urbanisées pour une question de coût. En effet, les tronçons en viaduc sont les moins chers, les tronçons en tranchée couverte et en souterrain ayant des coûts respectivement 1,7 et 3,4 fois plus élevés. Mais si le viaduc est le type d'infrastructure le moins cher à construire, c'est celui qui a amené le plus de polémiques. Les habitants du Triolo, quartier de Villeneuve-d'Ascq, soucieux de leur environnement demandent et obtiennent le passage du métro dans leur quartier en tranchée ouverte au lieu d'un viaduc. Le passage d'un viaduc à un tracé souterrain est un temps évoqué à Mons-en-Barœul lors d'une enquête de quartier en 1974 concernant la première ligne. Mais l'année suivante, la CUDL décide d'écarter la ville du tracé de la ligne, ce qui permet de diminuer le coût et d'envisager un passage du métro en souterrain,. Finalement, le parcours de la ligne 1 du métro se fera en tranchée ouverte à partir du garage-atelier, ensuite en viaduc dans la Cité scientifique puis en tranchée couverte à l'approche de Lille. Dans le centre-ville de Lille, le métro circulera en souterrain et ressortira en viaduc pour terminer son trajet dans le Centre hospitalier régional (CHR).
La construction du viaduc de Villeneuve-d'Ascq débute dès janvier 1979 et se termine en février 1980 ; le premier passage d'une rame de métro sur le viaduc est réalisé en le 2 février 1981. Long de 1,225 kilomètre, le viaduc se compose de neuf éléments indépendants de 110 à 170 mètres de long. Sa construction a surtout fait l'objet d'études sur le bruit, les vibrations et les perturbations électromagnétiques que peuvent causer la circulation du métro automatique. Le second viaduc de la ligne, qui doit passer au-dessus du périphérique sud de Lille pour rejoindre le CHR est mis à l'étude par l'EPALE en 1980.
Les travaux en tranchée couverte ont concerné le long tronçon entre les futures stations Hôtel de Ville et Fives. Ce genre de travaux a pu être effectué sur cette ligne car son tracé décidé par la CUDL suit celui de la voirie de Hellemmes et du quartier de Fives. Les travaux, qu'ils soient en tranchée ouverte ou tranchée couverte, perturbent grandement la circulation des riverains mais celle-ci est tout de même maintenue grâce à plusieurs techniques. Après le terrassement des voies concernées, les travaux de la galerie de circulation sont effectués. Pour les tronçons en tranchée couverte, les travaux se poursuivent par la réalisation de la dalle de couverture. Après toutes ces étapes, la tranchée est remblayée et la chaussée reconstituée. En plus des travaux concernant directement la tranchée, des travaux connexes sont nécessaires pour l'adaptation des voiries et la construction d'ouvrages de franchissement. La plupart des stations sont également construites grâce à cette méthode de la tranchée ; par ailleurs la construction des stations se fait séparément de celui de la ligne.
Enfin, les portions en tunnel sont les plus coûteuses à construire mais elles sont nécessaires dans les zones urbaines les plus peuplées comme le centre-ville de Lille. La construction du tunnel, qui passe juste sous la nappe phréatique, n'est pas linéaire ; l'accès au tunnel se fait par onze points d'accès. Comme pour les tronçons réalisés en tranchée, la quasi-totalité du tracé du tunnel suit la voirie de Lille. Pour renforcer le tunnel, un mélange d'argile et de silice est injecté dans les sous-sols. Le bétonnage et le terrassement suivent la progression du chantier. Au total, 160 personnes ont été employées pour le creusement du tunnel.

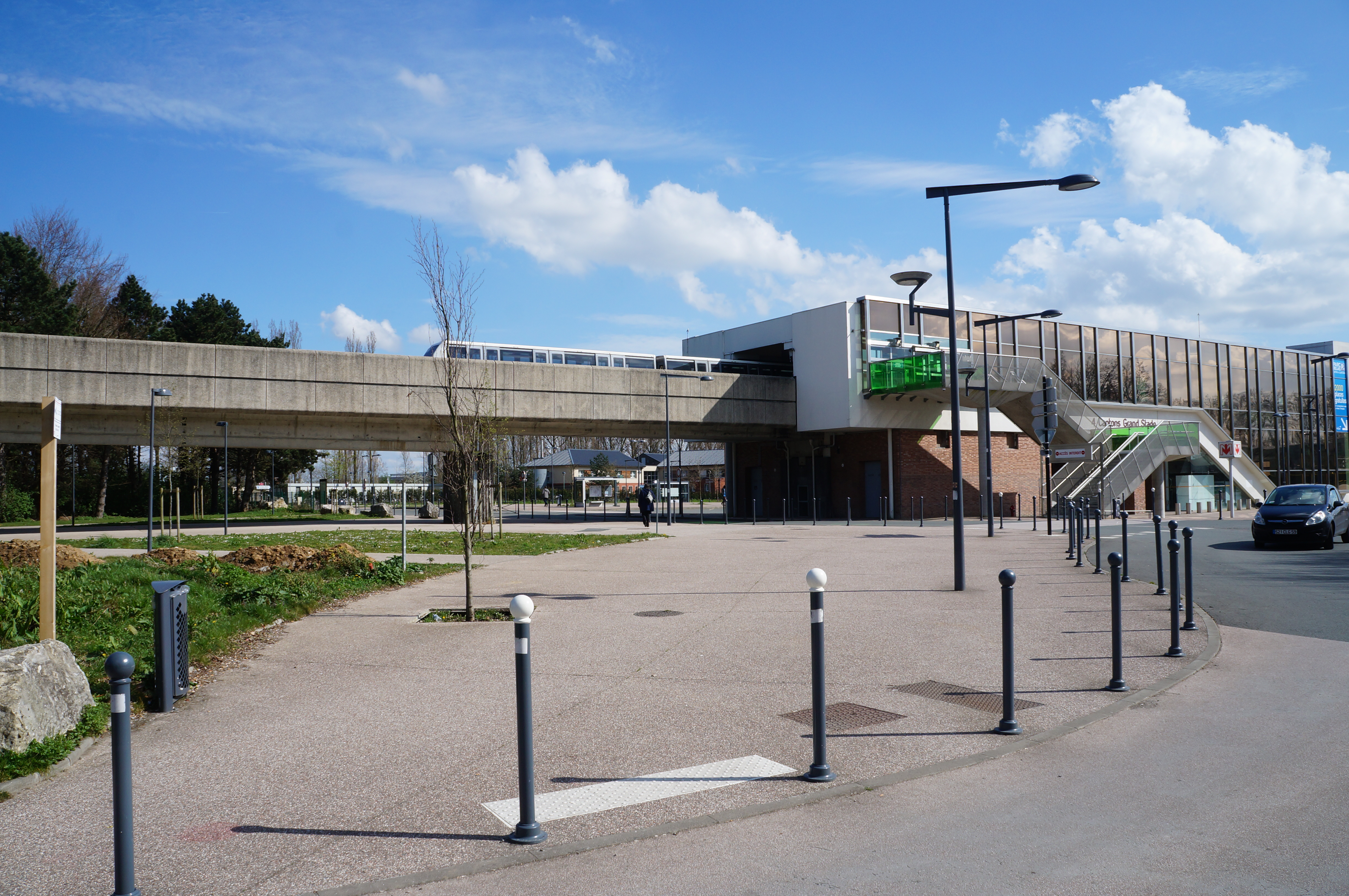
Pour l'inauguration du métro en 1983, François Mitterrand emprunte le métro à la station Quatre-Cantons.

Parallèlement à ces travaux, la CUDL lance en janvier 1979 le magazine En direct du métro destiné à informer le public sur le futur métro sous ses différents aspects (description des travaux, présentation des futures stations, explication des automatismes). Le public peut aussi visiter les chantiers en cours sur la ligne 1 à partir de mars 1980 et le VAL s'expose dans différentes expositions à Lille, Strasbourg et Paris qui suscitent l'intérêt d'ingénieurs et d'officiels étrangers. Enfin le 21 mars 1982, la CUDL lance les portes ouvertes du métro ; trois après-midis par semaine, le public peut voyager gratuitement entre les stations Hôtel-de-Ville et Quatre-Cantons en échange d'un coupon à retirer dans les mairies. À chaque station, des maquettes et des films mettent en avant le fonctionnement du métro automatique.
L'inauguration officielle de la ligne 1, l'une des premières lignes entièrement automatisée au monde et accessible pour les personnes handicapées, a lieu le 25 avril 1983,,. Le président de la République François Mitterrand arrive par hélicoptère à la station Quatre-Cantons, accueilli entre autres par Arthur Notebart, toujours président de la CUDL, Gérard Caudron, récemment réélu maire de Villeneuve-d'Ascq ainsi que par Robert Gabillard et Bernard Guilleminot, directeur de la Voirie et des Transports urbains de la CUDL. Après s'être arrêté à la station Gares pour la visiter, François Mitterrand descend au terminus de la ligne, la station République, et dévoile une plaque commémorative. Pour inciter à prendre le métro, la gratuité du transport est instaurée pour les deux premières semaines.
La circulation des premières rames de métro se fait sans incident majeur et le système VAL rejoint rapidement les autres métros en termes de régularité. Le succès du métro automatique auprès du public ne se fait pas attendre. Si 40 000 curieux prennent le métro le premier jour, la barre des 10 000 000 de passagers est franchie un peu moins de dix mois après la mise en service. Au total, plus de treize millions d'usagers empruntent la ligne 1 de mai 1983 à mars 1984. Le métro attire une nouvelle clientèle : près d'un tiers des trajets sont effectués par des personnes qui n'utilisaient pas les transports en commun auparavant. Arthur Notebart dira du VAL « qu'il roule » et que « les habitants l'ont adopté ».

### Complément de la ligne 1 et création d'une deuxième ligne

Le deuxième tronçon de la ligne 1, ouvert le 2 mai 1984, passe par la station CHR Oscar-Lambret.

Si l'inauguration de la ligne 1 a eu lieu en avril 1983 et a connu un grand succès, cette ligne n'est accessible que partiellement. En effet, la mise en service n'est intervenue qu'entre Quatre-Cantons et République alors que la CUDL avait planifié un terminus ouest au-delà de République, précisément jusqu'à la station CHR B-Calmette. Les derniers travaux sont en cours sur le tronçon entre République et la station CHR B-Calmette ; il s'agit principalement de la pose de la voie et de l'aménagement des stations. Ce tronçon, qui traverse le quartier de Wazemmes et le Centre hospitalier régional de Lille, est mis en service le 2 mai 1984. La ligne 1 dessinée par la CUDL dans les années 1970 est donc totalement fonctionnelle à cette date.
Trois mois plus tôt, le 3 février 1984, la CUDL adopte le tracé définitif de la partie ouest de la ligne 1 bis et vote le début des premiers travaux sur cette ligne,. Comme pour la ligne 1, la mise en service se fera de manière progressive, suivant plusieurs tronçons. Ce premier tronçon est la partie ouest de la deuxième ligne décidée en 1974. Mais alors que le projet de 1974 prévoyait un terminus à Lambersart, la CUDL adopte le terminus ouest de la ligne à Lomme, commune dont Arthur Notebart est le maire.
Mais cette adoption s'est faite dans un climat de doute. Originellement, le coût de la ligne 1 était de 230 millions de francs mais il monte rapidement à 875 millions en 1974 pour atteindre finalement un coût de plus de 2 milliards de francs. La multiplication des coûts par dix provoque le débat au sein de la communauté urbaine sur la possibilité financière de construire en totalité la deuxième ligne, c'est-à-dire de Lomme aux villes de Roubaix et Tourcoing.
Les travaux de gros-œuvre sont lancés en avril 1985 pour la ligne 1 bis. Un autre garage est construit en plus du garage-atelier de Villeneuve-d'Ascq, après le terminus de la ligne Saint-Philibert à Lomme. Le viaduc de Saint-Philibert est la première section de la ligne achevée ; suivront le deuxième viaduc de la ligne entre Porte des Postes et Foire Commerciale, les sections en tranchée couverte puis les tronçons creusés par les tunneliers pour atteindre le terminus situé à la station Gares. Finalement, la ligne 1 bis est opérationnelle fin 1988 et des essais y sont effectués pendant 4 mois. De plus, dans un souci de commodité pour le contrôle des lignes, le PCC qui était basé à Villeneuve-d'Ascq, emménage dans la station Gares.

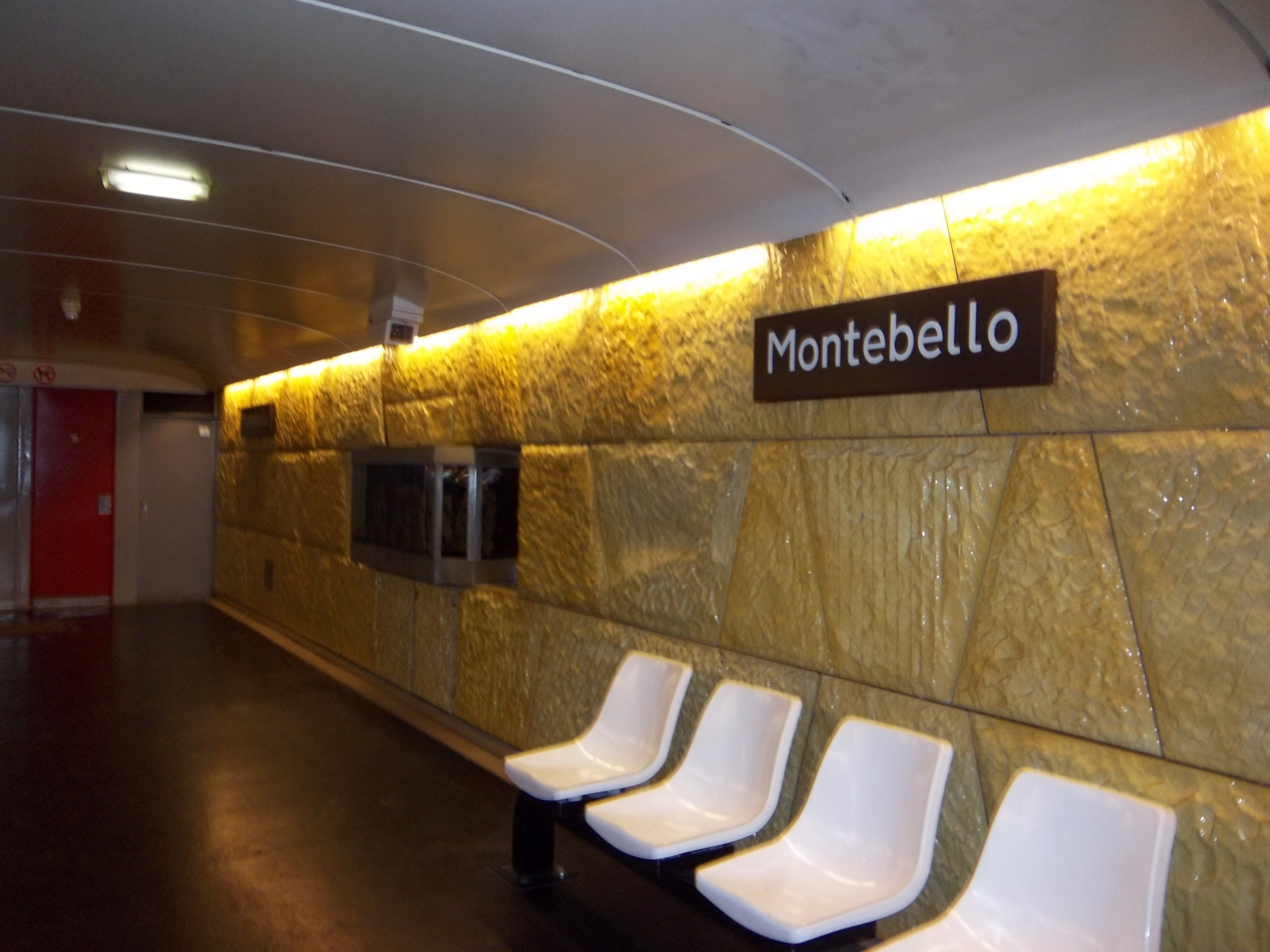
La station Montebello sur la ligne 1 bis est ouverte le 1er avril 1989.

L'année 1989 est importante pour le métro de Lille Métropole car trois évènements majeurs se sont déroulés. Le 1er janvier, la COMELI, qui gère le métro, fusionne avec la COTRALI (Compagnie des Transports Lillois, responsable du réseau des bus et des tramways) pour devenir les Transports en Commun de la Communauté urbaine de Lille (TCC). Pour la première fois de l'histoire des transports de la métropole lilloise, le réseau est unifié et gérée par une seule et unique entité. Le 1er avril, le tronçon de la ligne entre les stations Saint-Philibert et Gares est ouvert au public, mais il devient payant et commercial à partir du 3,.
Le troisième évènement de l'année 1989 est l'adoption en juillet par la CUDL des travaux de la ligne 1 bis vers le nord-est de la métropole, c'est-à-dire vers les grandes villes de Roubaix, Tourcoing et la frontière avec la Belgique. Ce vote a eu lieu après l'élection du maire de Lille Pierre Mauroy à la tête de la CUDL, obtenant ainsi le poste d'Arthur Notebart. Pierre Mauroy a eu le soutien des maires des plus grandes villes de la métropole non desservies par le métro, furieux à cause de l'adoption du premier tronçon de la ligne 1 bis. Mais alors que se pose la question du financement de ce long prolongement, la CUDL règle le problème en se tournant vers l'Europe. En effet, aux noms de la mauvaise passe économique que connaît la région et de la volonté de participer à la construction européenne en collaborant avec la proche Belgique via le programme Interreg, la CUDL obtient des subventions de la part du Fonds européen de développement régional ce qui permet d'envisager un prolongement de la ligne. Le budget pour ce prolongement de 20 kilomètres est de 6,8 milliards de francs.

Carte animée de l'évolution des infrastructures ferroviaires dans la conurbation de Lille-Roubaix-Tourcoing, dont celle de l'actuel métro, de 1870 à nos jours.

Le tronçon entre Lille et les villes voisines de Roubaix et Tourcoing a été construit et ouvert en quatre étapes. Le premier prolongement a été inauguré le 5 mai 1994 ; le tronçon souterrain a une longueur de 500 mètres et relie le quartier d'affaires Euralille au reste de Lille. Par ailleurs, la station Gares est renommée Gare Lille-Flandres puisque la station Gare Lille-Europe est mise en service et la ligne 1 bis devient la ligne 2. Le deuxième prolongement, ouvert début 1995, part de la station Gare Lille-Europe et s'arrête à l'arrêt Fort de Mons ; le métro dessert désormais la ville de Mons-en-Barœul, auparavant écartée par la CUDL.
La troisième partie est la plus longue à être ouverte, faisant environ 13 km. Elle est opérationnelle en mars 1999 puis mise en service le 18 août 1999, ; ce tronçon passe par les communes de Villeneuve-d'Ascq, Wasquehal, Croix, Roubaix et s'arrête dans le centre-ville de Tourcoing . Si le parcours se fait principalement en souterrain, le métro circule en viaduc sur 1,3 km entre les stations Fort de Mons et Jean-Jaurès et s'arrête à la moitié de celui-ci pour desservir la station Les Prés. Enfin, le dernier tronçon est inauguré le 27 octobre 2000 par le Premier ministre Lionel Jospin. Ce tronçon long de 3 km relie la station Tourcoing - Centre à l'arrêt CH Dron.

### Abandon des lignes 3 et 4

Logo du métro lillois entre 1983 et 2017.

Alors que la métropole s'apprête à inaugurer le dernier tronçon et alors que seules deux lignes de métro ont été construites sur les quatre prévues dans les années 1970, Lille Métropole Communauté urbaine (nouveau nom de la CUDL) indique dans son plan de déplacements urbains (PDU) adopté en juin 2000 que « le coût de construction du métro ne permet pas de nouvelles réalisations ». En effet, le coût de la ligne 1 est finalement estimé (en euros 2003 actualisés) à 810 millions d'euros, et la ligne 2 à près de 2 milliards d'euros. La communauté décide par conséquent de porter ses efforts sur les réseaux de surface (bus et tramway) et l'exploitation des systèmes actuels. En 2010, le vice-président chargé des transports urbains, Éric Quiquet, confirme cette décision en déclarant que la LMCU « ne prévoit plus de nouvelles lignes de métro » et que « la priorité va au développement du réseau de bus, au tramway urbain, au tram-train ».
Dans ce plan de déplacements urbains, un réseau de bus à haut niveau de service d'une longueur de soixante kilomètres est proposé ; ce réseau s'inspire grandement des tracés prévus des lignes 3 et 4 du métro. Ces lignes sont désormais remplacées par le lancement des plans Bus. Les plans Bus ont pour objectif le développement du réseau de bus de la métropole en simplifiant les itinéraires des lignes de bus actuelles, en créant de nouvelles lignes et en facilitant les correspondances avec les autres moyens de transport. Le premier plan Bus, lancé en 2006 et achevé en 2009, débouche notamment sur l'inauguration du réseau Lianes (lignes de bus à haut niveau de service) en janvier 2008. La première ligne, la Liane 1, suit le tracé de ce qui devait être la ligne 3 du métro (de Marquette à Wattignies) tandis que d'autres Lianes relient Roubaix et Wattrelos, ce qui devait être initialement fait par la ligne 4.

## Réseau actuel
Le réseau du métro lillois est le plus long réseau français hors Paris. Il comporte près de 45 km de voies et 60 stations, dont deux (les arrêts Gare Lille-Flandres et Porte des Postes) offrant une correspondance entre les deux seules lignes qui le composent. Ces deux lignes sont mises en service dans les années 1980 (1983 pour la ligne 1, 1989 pour la ligne 2) mais les stations les plus récentes ont été inaugurées en 2000.
Aucune ligne ne partage une voie avec l'autre mais il existe cependant une jonction entre les deux lignes de métro près de la station Porte des Postes. Si chaque ligne possède sa propre station à la correspondance Porte des Postes, les deux lignes partagent deux quais à Gare Lille-Flandres. La circulation des rames s'effectue sur la droite comme dans la plupart des autres métros et tramways français, contrairement à la pratique pour les trains de la SNCF.
Les lignes, situation en juillet 2025.
| Ligne | Parcours                                               | Mise en service | Longueur en km | Nombre de stations | Matériel roulant | Voitures par rame | Rames (en pointe) | Voyages quotidiens (2019) |
| ----- | ------------------------------------------------------ | --------------- | -------------- | ------------------ | ---------------- | ----------------- | ----------------- | ------------------------- |
| (1)   | Quatre Cantons - Stade Pierre-Mauroy ↔ CHU - Eurasanté | 1983            | +012,5         | 18                 | Val 208          | 2                 | 45                | 184 000                   |
| (2)   | Saint-Philibert ↔ CH Dron                              | 1989            | +031,1         | 44                 | Val 206          | 2                 | 75                | 186 000                   |

### Tracé

Tracé géographiquement exact des lignes 1 et 2.

La ligne 1 (de Quatre Cantons - Stade Pierre-Mauroy à CHU - Eurasanté) et la ligne 2 (de Saint-Philibert à CH Dron) sont principalement souterraines. Sur les 43,672 km qui les composent, 34,752 km sont traversés en tunnel, le reste de la longueur étant composé par plusieurs viaducs et tranchées ouvertes.
La ligne 1 démarre au garage-atelier de Villeneuve-d'Ascq et s'élève en viaduc pour rejoindre la station aérienne Quatre Cantons - Stade Pierre-Mauroy. Elle traverse la Cité scientifique de l'Université de Lille grâce à un viaduc du sud vers le nord puis le quartier du Triolo en tranchée ouverte. La ligne effectue le reste de son tracé dans Villeneuve-d'Ascq en tranchée couverte vers le nord-ouest. Toujours en direction du nord-ouest, la ligne dessert la commune associée Hellemmes-Lille et une partie de la ville de Lille. À partir de la station Fives, la tranchée couverte est remplacée par un tunnel qui suit les axes des rues lilloises, vers l'ouest de Fives à Gare Lille-Flandres puis en direction du sud-ouest de Gare Lille-Flandres à Porte des Postes. Après Porte des Postes, le parcours restant s'effectue en longeant l'autoroute A25 en tranchée ouverte dirigée vers l'ouest puis en viaduc vers le sud jusqu'à la station CHU - Eurasanté,.
La ligne 2 prend naissance au garage-atelier de Lomme et rejoint la station aérienne Saint-Philibert grâce à un viaduc. La ligne prend ensuite la forme d'un tunnel, prend la direction du sud-est en longeant la frontière avec Lambersart puis passe sous la Deûle. À partir de la station Cormontaigne, le tracé s'effectue en tranchée couverte jusqu'à la station Porte des Postes. À partir de là, la ligne prend la direction de l'est et s'élève en viaduc. Le viaduc suit le chemin des fortifications construites au XIXe siècle et les stations prennent ainsi les noms des anciennes portes détruites dans les années 1920 (Porte d'Arras, Porte de Douai - Jardin des Plantes et Porte de Valenciennes). Dans l'interstation entre Porte de Valenciennes et Lille Grand Palais, la ligne prend la direction du nord, passe du viaduc à la tranchée couverte, puis devient un tunnel au sortir de cette dernière station. Toujours en direction du nord, la ligne s'arrête à Mairie de Lille puis à Gare Lille-Flandres. La ligne se dirige vers l'est et vers la ville de Mons-en-Barœul, traversée en tranchée couverte, et ensuite vers le nord-nord-est en direction de Villeneuve-d'Ascq, traversée en partie grâce à un viaduc, puis Wasquehal. La métro se dirige vers l'est-nord-est et dessert ensuite la ville de Croix. Toujours souterraine, la ligne arrive à Roubaix et prend la direction du nord pour se terminer à Tourcoing et plus précisément à la station CH Dron, non loin de la frontière belge.

### Soixante stations

#### Architecture
La station classique du métro de la métropole lilloise est souterraine à deux niveaux. Le niveau -1 comporte les distributeurs automatiques de tickets, les composteurs ou encore les thermomètres tandis que le niveau -2 est le quai lui-même. Il existe des stations aériennes où les bornes sont situées au niveau de la chaussée et le quai au niveau 1. La station type comporte deux voies à quai latéral. Quelques stations du réseau font exception : les trois stations de Mons-en-Barœul et Villeneuve-d'Ascq - Hôtel de Ville (deux voies, quai central) ainsi que la station Gare Lille-Flandres (quatre voies, deux quais centraux).
Dès le début des travaux, il est prévu que les stations soient extensibles jusqu'à cinquante-deux mètres. Du fait de la configuration des rames VAL 206 et VAL 208, seulement vingt-six mètres des stations sont exploités pour l'instant. Cependant les rames Metropolis, dont la mise en service est prévue sur la ligne 1 pas avant 2026, utiliseront la totalité de la longueur des stations.
L'EPALE et la CUDL ont défini un cahier des charges contenant plusieurs principes sur l'architecture des stations. Parmi ces principes, se trouvent l'utilisation de portes palières. Ainsi, le passager n'est jamais en contact direct avec les rails et ne peut tomber sur les voies.
D'autres points importants du cahier des charges sont l'accessibilité aux personnes handicapées (plancher de rames à hauteur du quai, installation systématique d'ascenseurs et d'escaliers mécaniques), la « limitation des distances à parcourir à pied » et l'« éclairage naturel privilégié dans les zones d'attente ». La station doit également s'adapter au format de la ligne mais aussi au quartier dans lequel elle se situe.
À partir de ce cahier des charges, l'originalité est de mise. Les stations se matérialisent soit en surface, sous forme d'une voûte vitrée formant un pavillon (Triolo, Villeneuve-d'Ascq - Hôtel de Ville) ou d'un bâtiment de briques ou de béton aux larges surfaces vitrées afin de laisser entrer la lumière naturelle (Square Flandres, Mairie de Mons), soit en souterrain à l'accès plus discret, comme c'est le cas pour la plupart d'entre elles ; on ne voit alors que l'entrée composée d'escaliers, mécaniques ou non, et d'un ascenseur.
Au-delà de la diversité de l'architecture générale des stations, des artistes, principalement du Nord-Pas-de-Calais, ont créé des œuvres d'art spécialement conçues pour l'aménagement de certaines d'entre elles. Le loosois Michel Degand réalise des fresques pour les stations Fives et Rihour tandis que la lilloise Brigitte Denoyelle orne la station Villeneuve-d'Ascq - Hôtel de Ville avec de la terre cuite et des fragments en inox miroir. L'architecte de l'arrêt République - Beaux-Arts, Gilles Neveux, s'est associé avec le Palais des Beaux-Arts de Lille pour installer des copies des œuvres du musée dans la station. Sur la ligne 2, Jean Pattou réalise pour la station Gare Lille-Europe une fresque agrandie puis appliquée sur trois murs de 900 m2. Pour cette fresque géante, il reçoit en 2000 un prix de l'École spéciale d'architecture. Le métro s'est également associé à Lille 2004. C'est à cette occasion que l'œuvre photo-cinétique Travelling metro est installée entre Cormontaigne et Montebello.
En octobre 2000, la publicité arrive dans les stations, alors que jusqu'ici, au nom de la préservation de la qualité architecturale de chaque station, un veto antipub avait été émis par la Communauté urbaine de Lille. En 2005, des Esp@ces services sont installées dans trois stations du réseau. Il s'agit de bornes Internet qui permettent de consulter et d'imprimer certaines pages de sites pré-sélectionnés (Pôle emploi, CAF, CPAM).

Jean Pattou a conçu la fresque Gare Lille-Europe, lauréat de l'École spéciale d'architecture en 2000.
La station aérienne Les Prés - Edgard-Pisani sur la ligne 2, inaugurée en 1999.
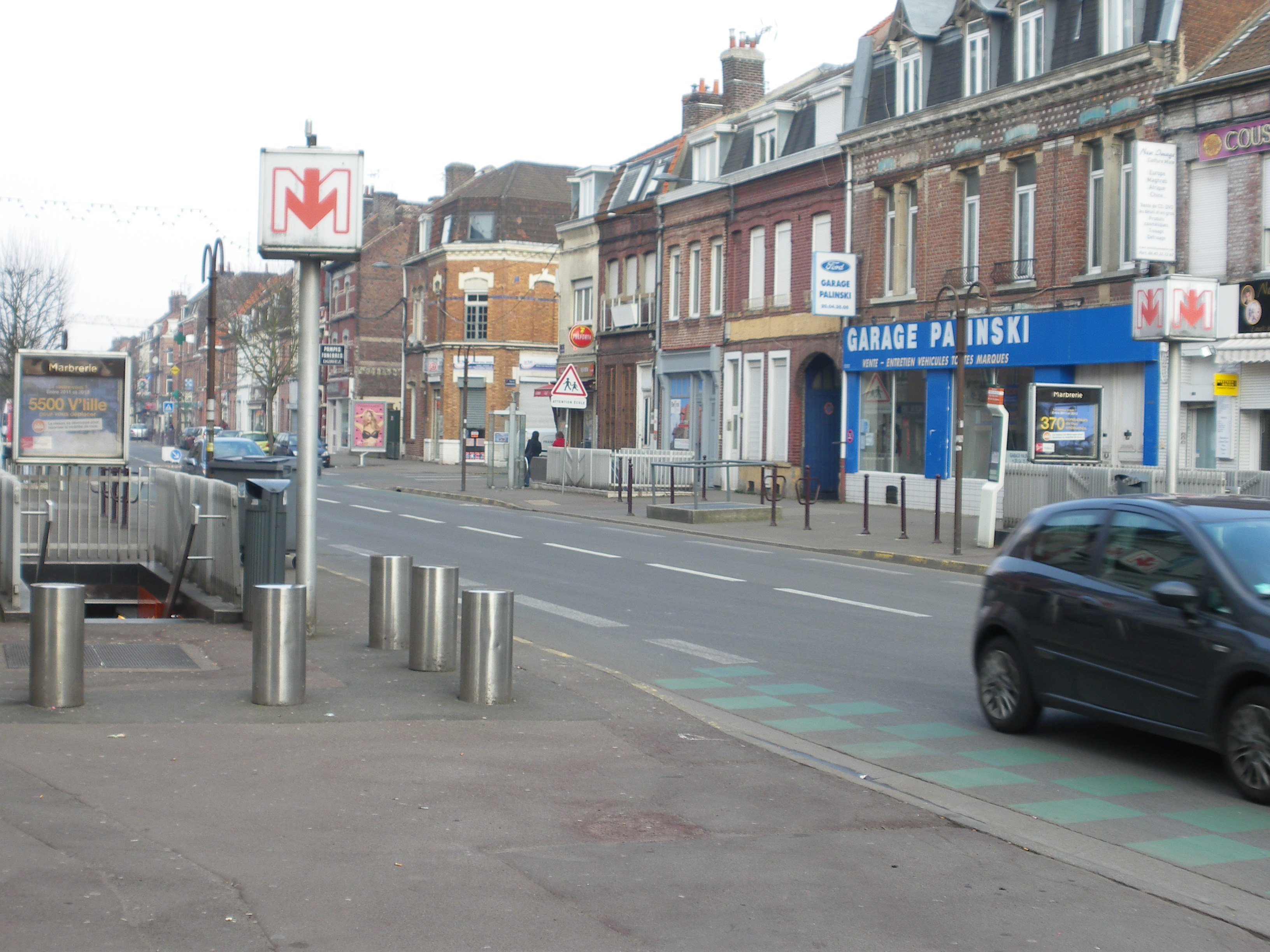
Exemple de station discrète en surface : station Marbrerie sur la ligne 1.
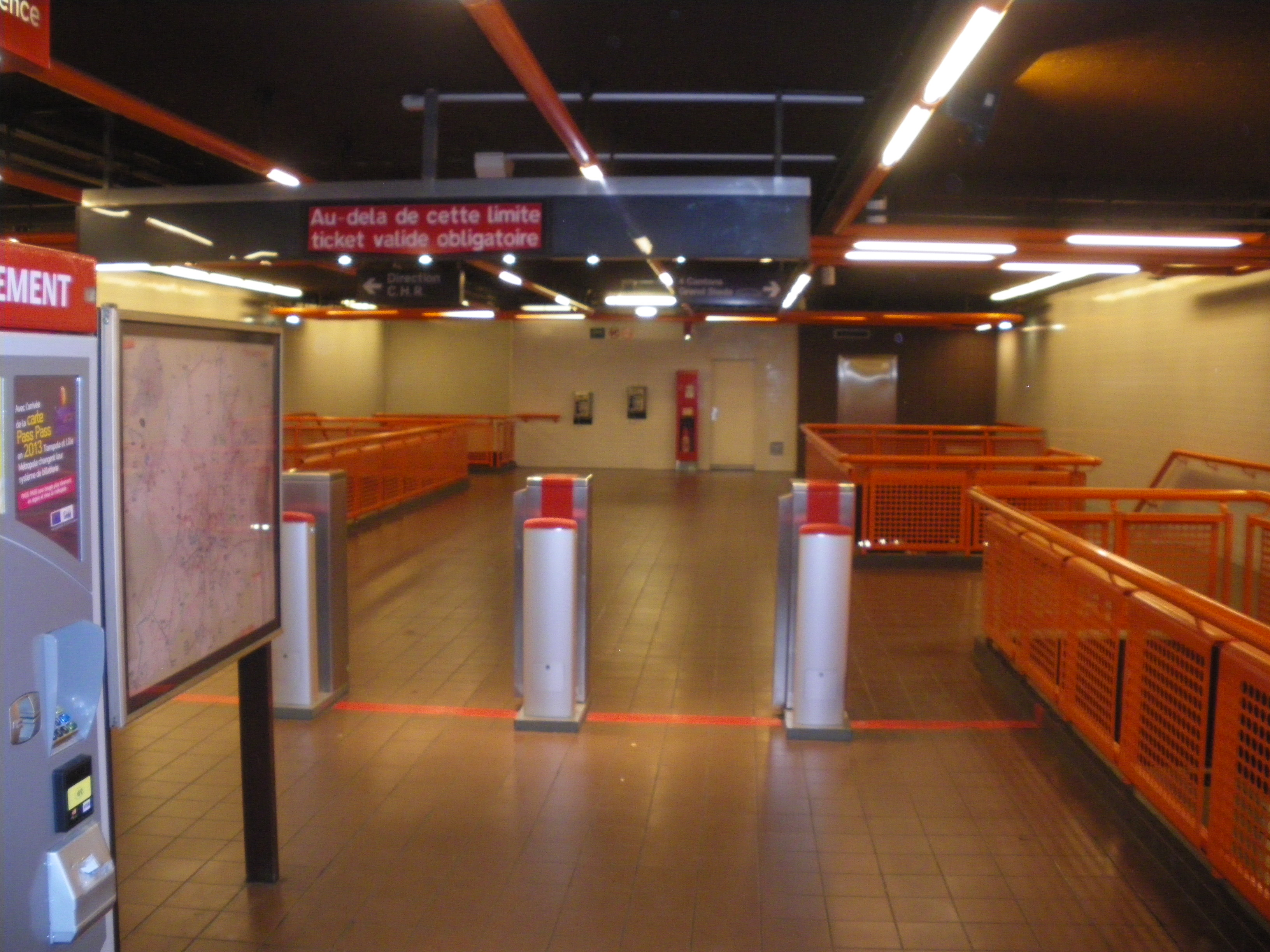
Niveau -1 typique du réseau lillois : station Marbrerie.
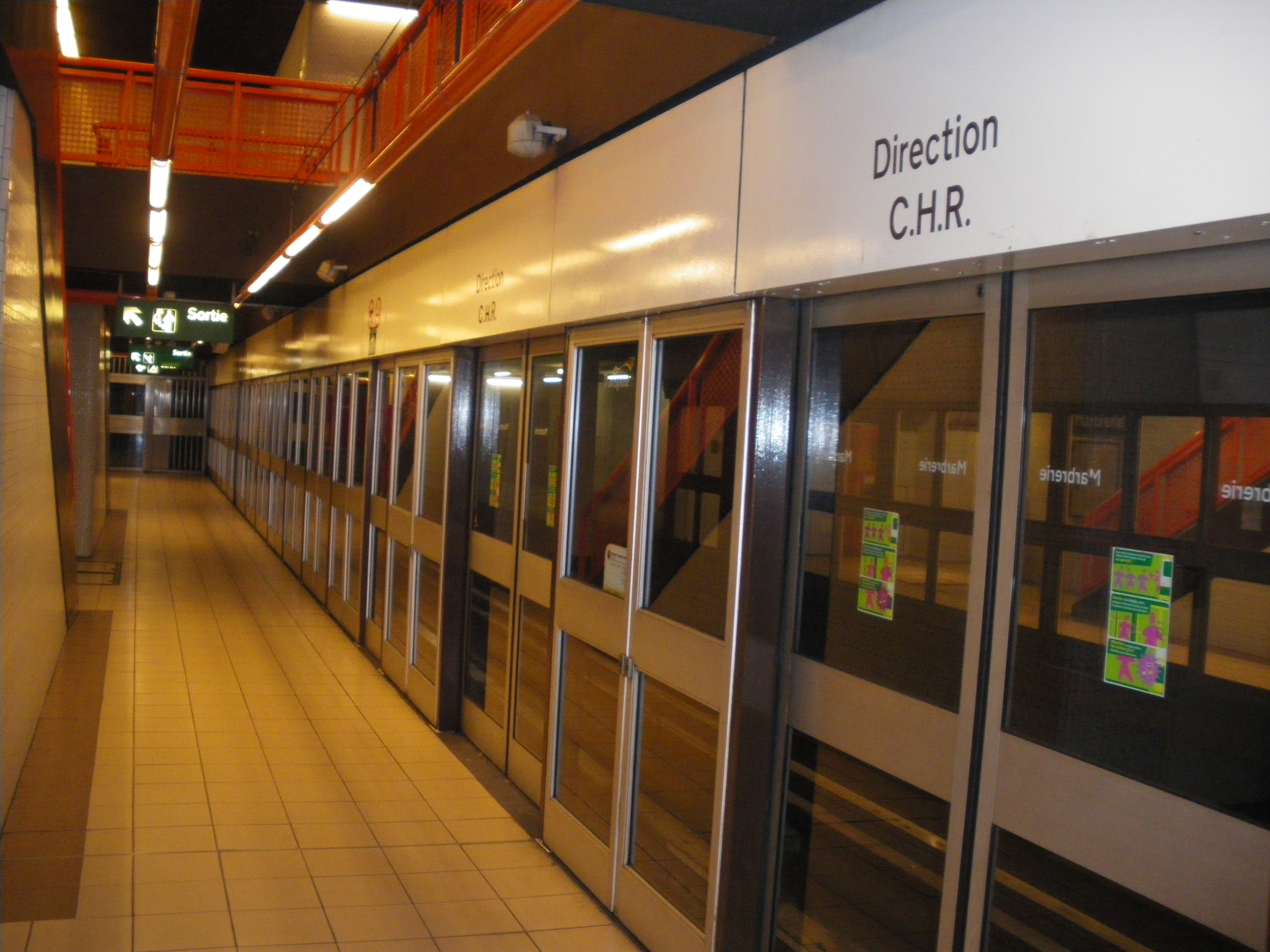
Quai équipé de portes palières (niveau -2) : station Marbrerie.

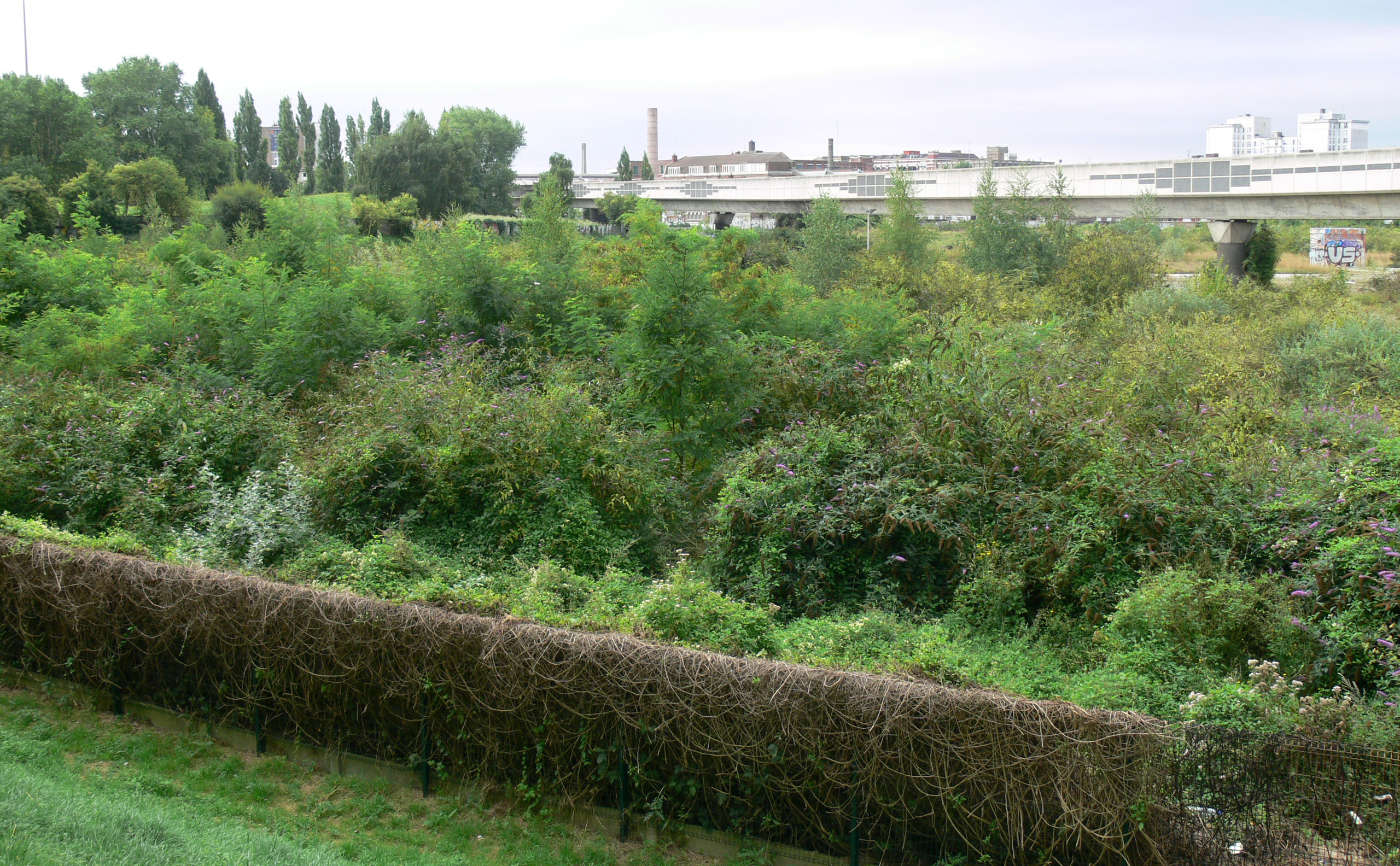
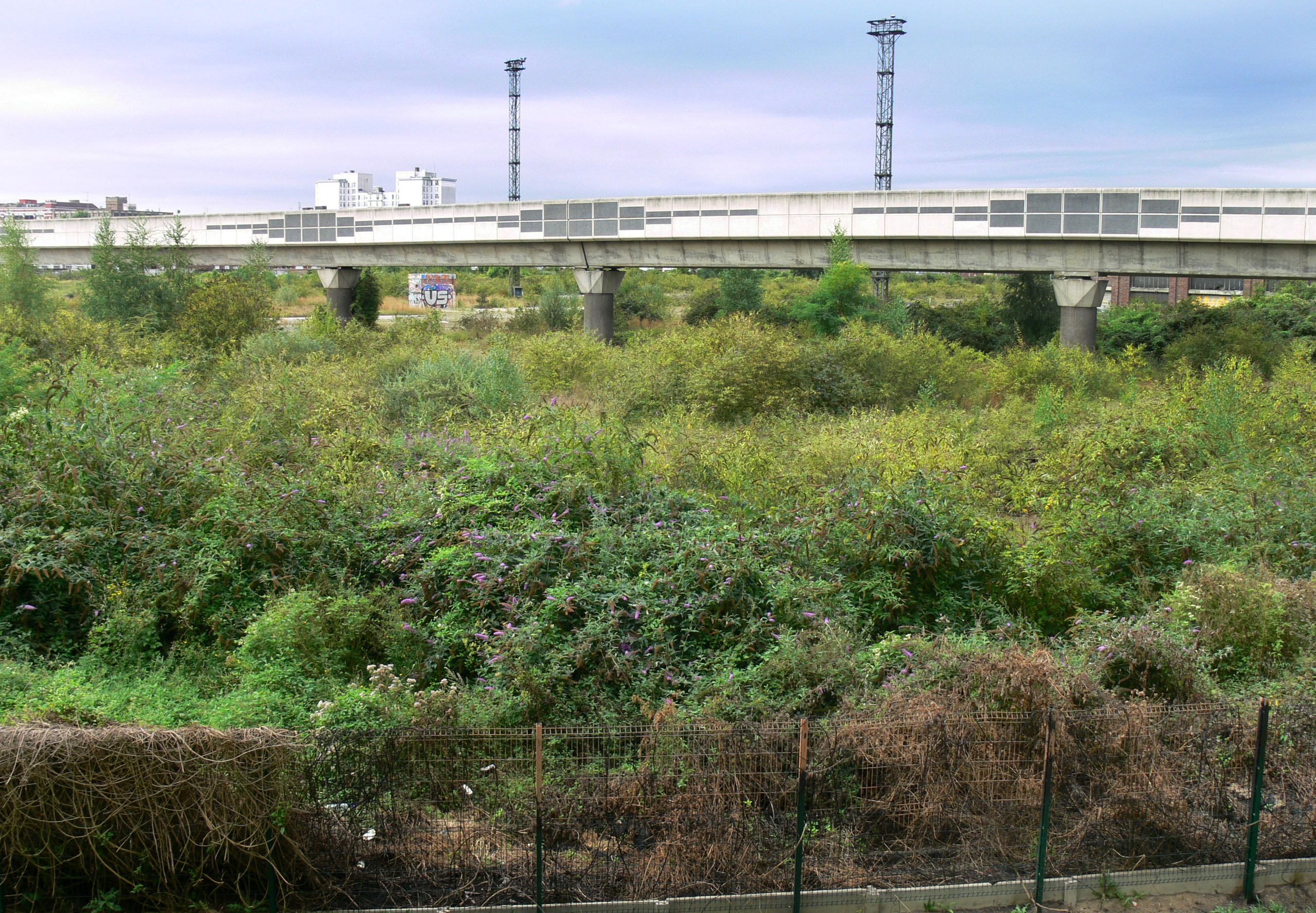
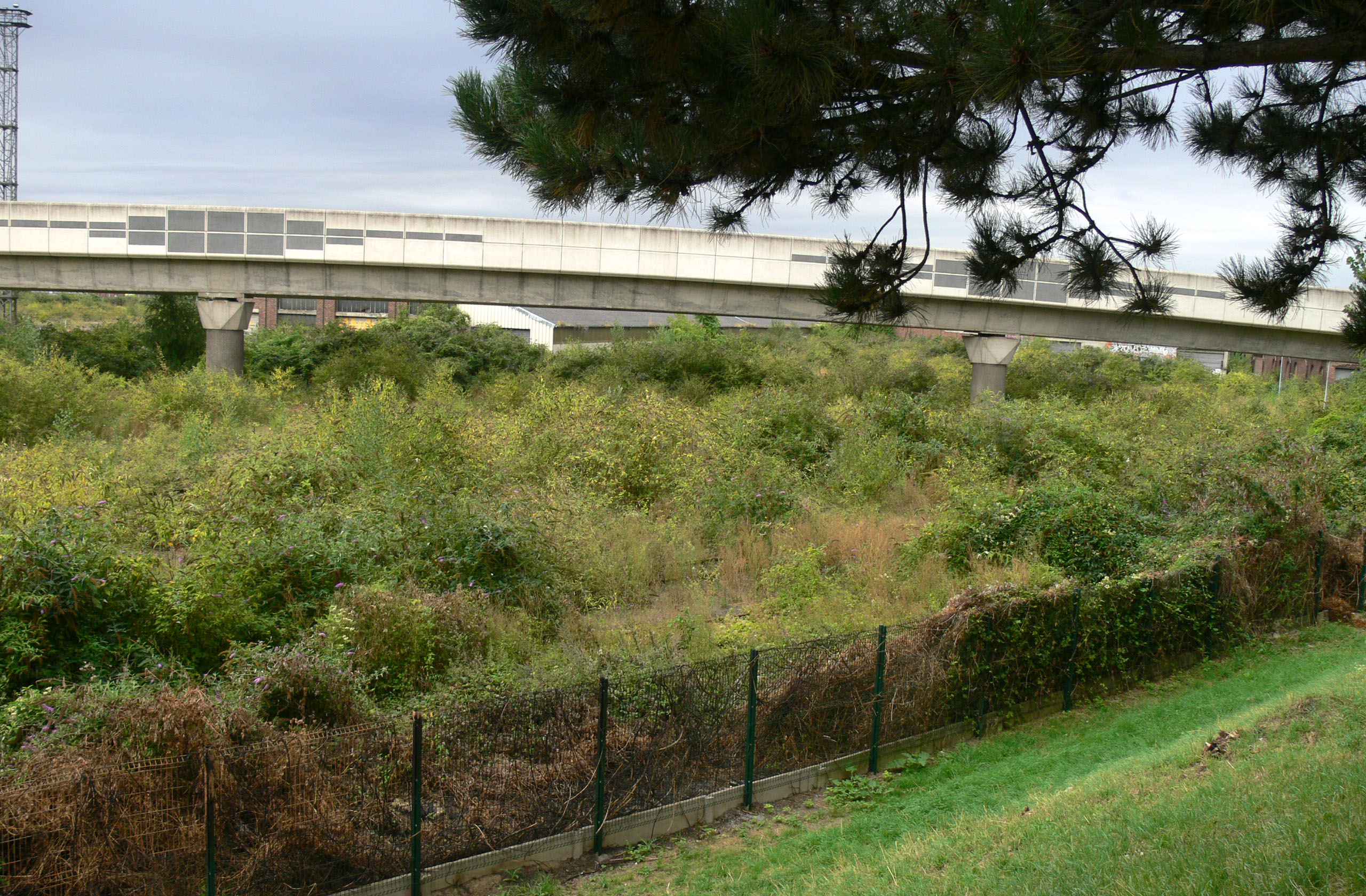

Vues panoramiques d'une section aérienne du VAL ; au dessus de la partie végétalisée (renaturation spontanée de la Friche Saint-Sauveur (photo prise à partir du boulevard Hoover, à partir du pont enjambant l'ancien faisceau de rails conduisant à l'ancienne gare de Lille-Saint-Sauveur).

#### Changement de noms
Plusieurs stations du réseau ont changé de nom depuis leur inauguration. En 1994, la station Gares est devenue Gare Lille-Flandres avec la mise en service de l'arrêt Gare Lille-Europe. La même année, Petite-Chapelle et Foire Commerciale sont respectivement renommées Bois Blancs et Lille Grand Palais. À la suite de la rénovation terminée du Palais des Beaux-Arts, la station République prend le nom de République - Beaux-Arts en 1997. Deux ans plus tard, Hôtel de Ville est renommé en Villeneuve-d'Ascq - Hôtel de Ville. En 2012, Cité Scientifique devient Cité Scientifique - Professeur Gabillard, en hommage à Robert Gabillard décédé cette année-là. La même année, Quatre Cantons est renommé Quatre Cantons - Grand Stade, puis Quatre Cantons - Stade Pierre-Mauroy avec l'inauguration du Grand Stade Lille Métropole proche de la station.
En mars 2017, la MEL procède à huit changements de nom (quatre sur la ligne 1 et quatre sur la ligne 2) afin de « faciliter les déplacements des voyageurs ». Sur la ligne 1, Lezennes, Hellemmes, CHR Oscar-Lambret et CHR B-Calmette prennent respectivement les noms Square Flandres, Mairie d'Hellemmes, CHU - Centre Oscar-Lambret et CHU - Eurasanté. Sur la ligne 2, Les Prés - Edgard-Pisani, Mairie de Croix, Gare Jean-Lebas Roubaix et Gare de Tourcoing sont les nouveaux noms de Les Prés, Croix - Mairie, Gare - Jean Lebas et Tourcoing - Sébastopol. Six mois plus tard, la station Lomme - Lambersart prend le nom de Lomme - Lambersart - Arthur-Notebart en hommage à Arthur Notebart, instigateur du métro lillois.
En avril 2024, la MEL vote quatre nouveaux changements de nom. Sur la ligne 1, la station Caulier devient Madeleine Caulier. Sur la ligne 2, Canteleu devient Canteleu - Euratechnologies, Porte de Douai est renommée en Porte de Douai - Jardin des Plantes et Alsace en Alsace - Plaine Images.

### Ateliers et garages

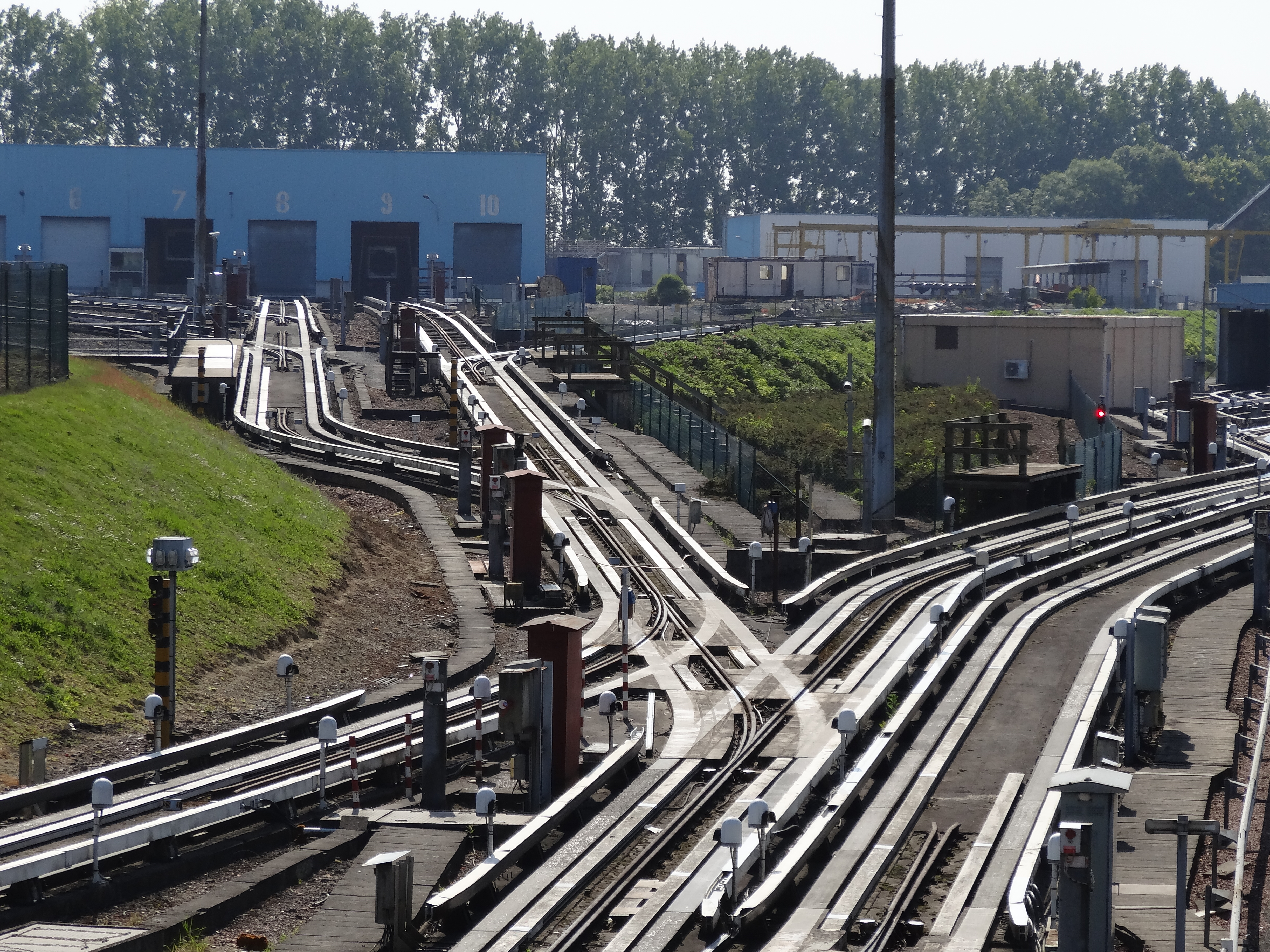
Voies empruntées par les rames dans le garage-atelier des Quatre Cantons.

Les garages-ateliers, qui permettent le stockage et la réparation des rames, sont au nombre de trois sur le réseau du métro lillois et sont situés aux extrémités des lignes. Le plus ancien et le plus vaste est celui de Villeneuve-d'Ascq, situé après la station Quatre Cantons - Stade Pierre-Mauroy. Ouvert en 1979, il peut accueillir 64 rames et comporte différents ateliers d'une superficie de plus de 7 000 m2. Avec ses dix lignes de vérins, ce garage-atelier permet de réparer autant de rames simultanément. Il est également le lieu où toutes les rames sont testées avant leur mise en circulation, plus précisément sur la piste d'essai qui comporte une station factice et une portion en pente pour simuler une circulation classique sur les voies. Le deuxième garage-atelier (dit du Grand-But) est basé à Lomme après la station Saint-Philibert. Plus modeste, il peut contenir 36 rames et ne contient qu'un poste de réparation. Le dernier garage-atelier est au-delà de l'autre terminus de la ligne 2, CH Dron. Il a une capacité de 30 rames et douze lignes de vérins. Il possède également une piste d'essais.
En plus des garages-ateliers, le réseau est doté de dépôts, permettant uniquement le stockage des rames. Ils sont au nombre de deux : un garage souterrain près de la station Fort de Mons pouvant accueillir 22 rames et un aérien au-delà de la station CHU - Eurasanté.

## Exploitation du réseau
De son inauguration en 1983 jusqu'en 1989, l'exploitation est assurée par la Compagnie du Métro de Lille (COMELI), entité créée par Matra et Transexel. La COMELI fusionne ensuite avec la COTRALI (Compagnie des Transports Lillois) pour donner naissance aux TCC (Transports en Commun de la Communauté urbaine de Lille), qui gèrent depuis cette date le réseau.
En 1994, les TCC changent de dénomination et deviennent Transpole puis en 2019 Ilévia. Ilévia est actuellement sous le contrôle de Keolis, qui a racheté Transexel en 1982. Keolis gère par ailleurs la totalité des transports de la métropole lilloise (métro, tramway, bus et Lianes ainsi que le V'Lille). Le contrat pluriannuel en cours a été conclu entre Ilévia et la Métropole européenne de Lille s'applique à partir du 1er avril 2018 pour une durée de sept ans.

### Amplitude horaire et fréquences
Le métro lillois circule tous les jours de l'année, exception faite du 1er mai. Ce jour sans circulation permet à Ilévia d'effectuer certains travaux comme l'assainissement des voies ou le contrôle des équipements automatiques.
Du lundi au samedi, le service démarre sur les quatre terminus des deux lignes à environ 5 h 10 du matin : 5 h 08 pour la station CH Dron et 5 h 12 pour les trois autres (CHU - Eurasanté, Quatre Cantons - Stade Pierre-Mauroy et Saint-Philibert). Le dimanche, les premières rames circulent vers 6 h 20 (6 h 20 exactement pour CH Dron, 6 h 24 pour les trois autres terminus).
Tous les jours de la semaine, le service se termine le lendemain, les derniers départs se faisant aux quatre terminus entre 23 h 56 et 0 h 21. En ce qui concerne la ligne 2, le tronçon entre Fort de Mons et CH Dron en direction de ce dernier est inaccessible à partir de minuit, les rames s'arrêtant ainsi à Fort de Mons. Les horaires des dernières rames ont été reculés en 2009 pour s'aligner sur l'horaire du dernier train arrivant à la Gare de Lille-Flandres.
Pour certains évènements durant l'année, un service grande nuit est mis en place ; le service est alors soit prolongé (Fête de la musique, Lille 3000) soit sans interruption nocturne (Braderie de Lille).
En heure de pointe, il passe une rame toutes les minutes sur la ligne 1 et une toutes les 90 secondes sur la ligne 2. Le réseau est conçu de sorte à pouvoir transporter 10 000 personnes par heure et par sens. En heure creuse, la fréquence tombe à une rame toutes les 2 minutes sur la ligne 1 et une rame toutes les 2 minutes 30 en moyenne sur la ligne 2. Les fréquences sont encore plus basses le week-end et les jours fériés. Le minimum est d'une rame toutes les 6 à 8 minutes en début (jusqu'à 6 heures) et fin de service (à partir de 22 heures).

### Gestion de l'exploitation
En temps normal, aucune intervention humaine n'est nécessaire pour assurer le bon fonctionnement du système puisque chaque rame règle sa vitesse en fonction de l'heure et de la voie ; l'ensemble du réseau est surveillé et géré par les ATO (Agent Technique Opérationnel) du PCC situé sous la station Gare Lille-Flandres. Au nombre d'une dizaine, ils n'interviennent qu'en cas de panne et pour contacter les voyageurs. En plus de surveiller l'ensemble des rames, le PCC est chargé de mettre en route et d'arrêter le réseau ainsi que de réguler le nombre de rames sur les voies selon les besoins des passagers. Le PCC supervise également l'ensemble des travaux de maintenance qui s'effectuent de jour comme de nuit, comme les travaux en tunnel qui ont lieu lors de l'arrêt d'exploitation du métro.
La salle de contrôle est équipée de nombreux écrans vidéos qui sont reliés aux caméras présentes dans les stations, à partir desquelles les ATO surveillent la sécurité des voyageurs (aussi bien au niveau de l'ambiance qu'au niveau technique). Par le biais d'ordinateurs, les opérateurs supervisent l'état de l'ensemble des équipements du métro et interviennent en cas de problème : si la situation l'exige, ils peuvent bloquer la rame et réaliser plusieurs actions afin de la faire redémarrer voire la remorquer jusqu'à un garage. Le PCC peut être amené à dialoguer avec les passagers en utilisant les interphones présents dans les rames.
En plus des ATO, les intervenants Service Clientèle (ISC) sont en relation avec le PCC et assurent sur le terrain l'état des stations et celui des rames. Les techniciens de Maintenance Curative (TMC) sont eux chargés de la réparation des rames dans les différents garages du réseau.

### Signalisation du métro

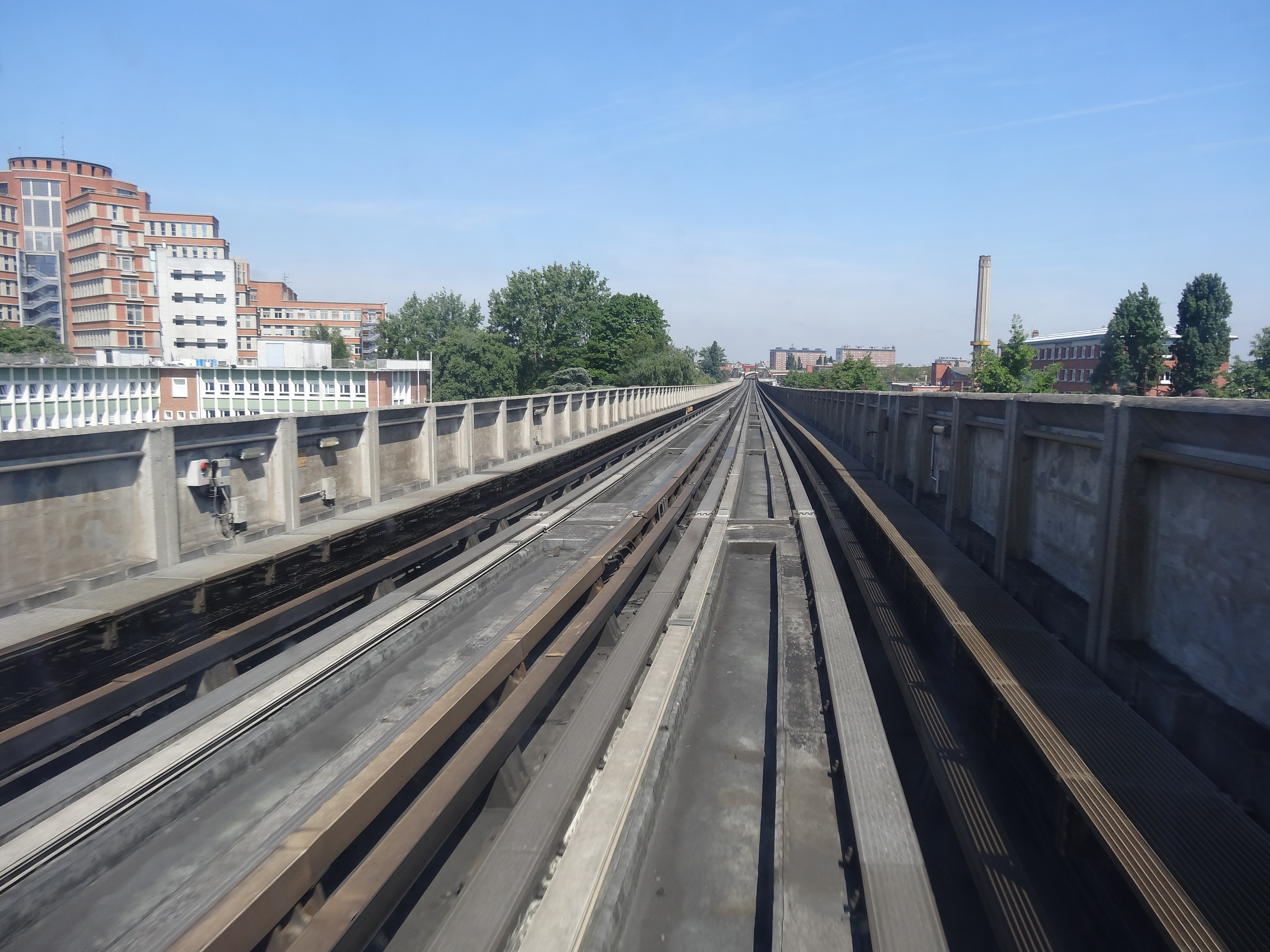
Voies de l'interstation CHU - Centre Oscar-Lambret ↔ CHU - Eurasanté.

Bien qu'automatique, le métro de Lille possède néanmoins une signalisation. Tout d'abord, les voies sont équipés de systèmes de diffusion de signaux. Les signaux, qui sont reçus par la rame, définissent la vitesse et le sens de la marche et leur absence entraîne l'arrêt de la rame. Les voies sont également munies d'un système anti-collision (arrêtant la rame dans un canton si le canton suivant est occupé) et un système détectant le dégonflement des pneus des voitures.
Un premier feu indique si une rame peut ou non accéder ou quitter la station. Si le feu est rouge, la rame ne peut soit accéder au quai soit le quitter ; la rame est alors immobilisée en amont de la station ou sur le quai portes ouvertes. Si le signal est jaune, toutes les conditions de sécurité sont remplies et la rame est autorisée à circuler. Un second signal, le signal de manœuvre a pour but la protection des aiguillages. Il peut être vert, rouge avec œilleton blanc allumé et rouge avec l'œilleton éteint. Dans ce dernier cas, l'itinéraire est infranchissable et la rame doit être arrêtée. Il existe également un œilleton violet qui, allumé, indique le rebroussement (changement de sens) nécessaire de la rame.
En plus de ces signaux optiques, la signalisation fixe se compose de tableaux indicateurs des cantons ainsi que des divers points d'arrêts. Il existe également une signalisation optique mobile, utilisée généralement lors des travaux de maintenance et des chantiers. Il s'agit de drapeaux (utilisés de jour sur les tronçons aériens) et de lanternes (utilisées de nuit sur les tronçons aériens et en souterrain).

### Tarification et financement

#### Tarification

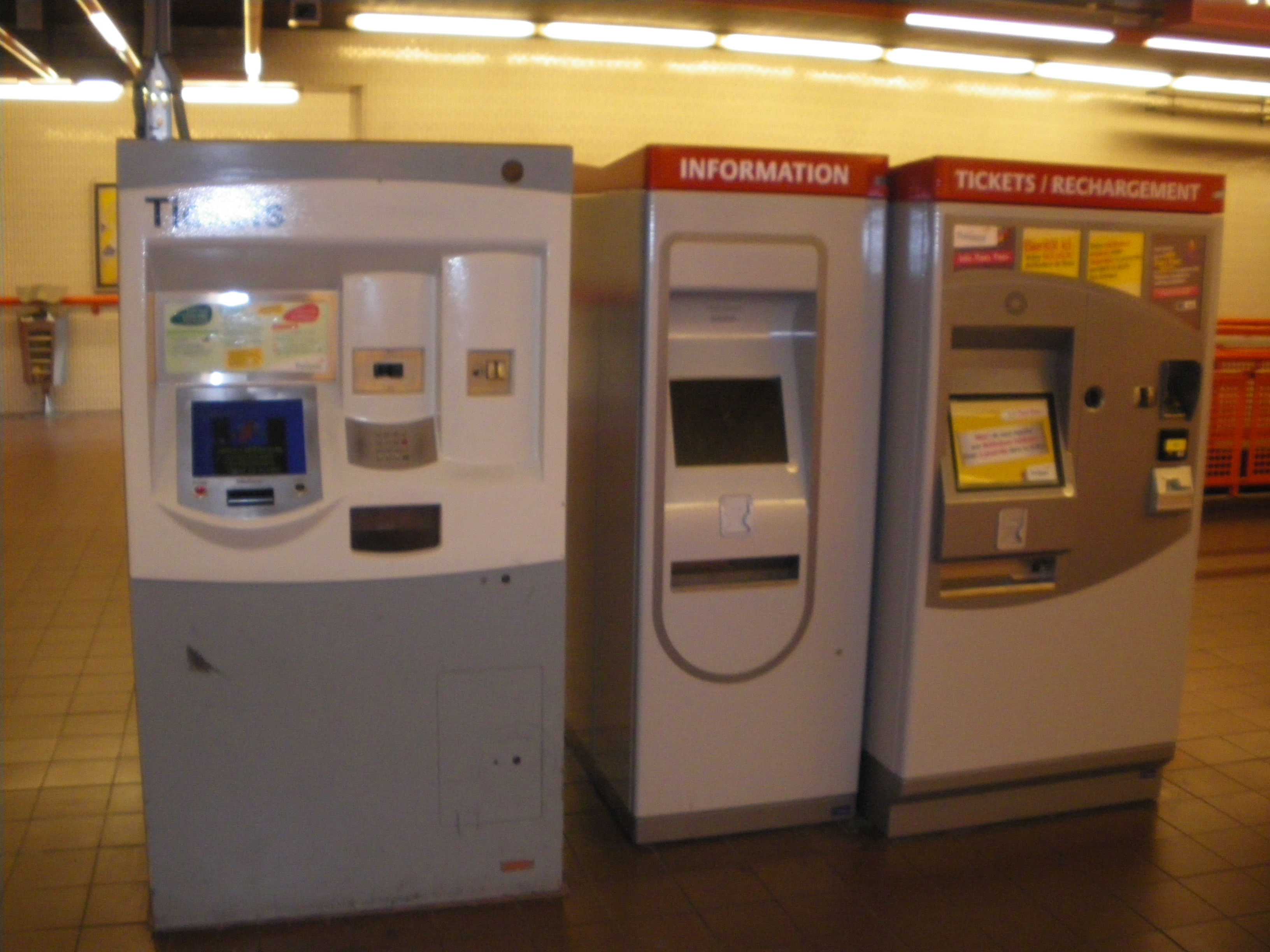
Ancienne (à gauche) et nouvelle génération (à droite) de distributeurs automatiques de ticket.

Le 25 juin 2013, les cartes à puce sans contact Pass Pass font leur apparition sur le réseau de Transpole. Ce dernier a cessé de vendre les titres de transport cartonnés au 1er janvier 2014. Cependant, une période de transition jusqu'au 16 juin a permis aux usagers d'utiliser les tickets papier restants. Depuis cette date, les composteurs ont été retirés et les utilisateurs peuvent échanger les tickets cartonnés contre des titres Pass Pass.
Trois types de cartes Pass Pass sont disponibles en fonction des besoins du voyageur. Le premier est la carte personnelle, vendue au prix de 4 euros, qui est utilisable sur tous les moyens de transport de la métropole pour les titulaires d'abonnements d'Ilévia, y compris le TER Nord-Pas-de-Calais et le V'Lille. Le deuxième support est la carte non personnelle, vendue au prix de 2 euros. Puisqu'elle est non personnelle, une seule carte est utilisable par plusieurs personnes uniquement pour des voyages occasionnels. Le dernier type de Pass Pass est le ticket rechargeable, destiné principalement à ceux qui voyagent rarement sur le réseau lillois et sur lequel l'usager ne peut charger qu'un unique type de trajet. Ce ticket rechargeable, également prêtable, ne peut être rechargé que dix fois et son prix (0,20 euro) est déduit au cinquième rechargement.
Sur ces trois supports, peuvent être chargés différentes offres. Vendus sous forme physique, les tickets ZAP sont également virtuels et peuvent être chargés sur le support Pass Pass qu'il soit la carte personnelle, non personnelle ou le ticket rechargeable. Il en est de même pour les nouveaux Pass 2 jours (7,50 euros) et Pass 3 jours (9,50 euros). Les abonnements Rythmo sont également dématérialisés mais ils seulement accessibles aux possesseurs d'une carte personnelle.
Les achats et rechargements de cartes Pass Pass peuvent s'effectuer auprès des commerçants mais également sur les bornes automatiques présentes dans les stations de métro et de tramway, dans les agences d'Ilévia et, pour les détenteurs d'une carte personnelle uniquement, sur Internet. Seuls les achats de cartes sont possibles auprès des conducteurs de bus.

#### Financement
C'est le conseil de communauté de la métropole européenne de Lille qui décide des évolutions tarifaires en matière de transports en commun, et ce depuis la dissolution du syndicat mixte d'exploitation des transports en commun de la communauté urbaine de Lille le 31 décembre 2009. La communauté urbaine assure aussi une grande partie du financement des transports publics. Elle prend en charge deux tiers des coûts d'exploitation (estimés en 2010 à cinquante millions d'euros), ce qui permet à l'utilisateur du réseau de ne payer que le tiers du coût réel d'un voyage ou d'un abonnement. L'intercommunalité finance également les infrastructures nécessaires à l'exploitation du métro (ateliers, garages, stations et voies) et le matériel roulant (rames de métro mais également les bus et les tramways).
D'autres collectivités peuvent aussi être amenées à participer au financement de certains projets. Lors du premier plan bus (2006-2009) qui s'est conclu par le remplacement des lignes 3 et 4 du métro par les Lianes, le Conseil général du Nord a financé 40 % des investissements initiaux et supporte 15 % des coûts de fonctionnement.
Dans le budget 2013 adopté par la LMCU, cette dernière prévoit d'allouer 383 millions d'euros pour le budget mobilité et transport (le premier poste de dépenses), soit une hausse de 17,5 % par rapport au budget 2012. Sur ces 383 millions, 102 millions d'euros sont affectés au doublement des rames et des quais de la ligne 1 et un million d'euros à la nouvelle billettique Pass Pass.

### Fréquentation
Sauf à cause des problèmes d'insécurité de 1995 à 1997, où la fréquentation a connu une baisse de plus de 10 %, le métro de Lille a toujours connu une hausse de sa fréquentation. Grâce à l'effort de sécurisation en 2002 et au ticket Zap en 2004, la fréquentation du métro est ainsi en augmentation constante depuis la fin des années 1990.
Sur l'année 2016, 112 millions de voyageurs ont utilisé le métro de Lille.
| Année                                     | 1983 | 1984 | 1985 | 1988 | 1992 | 1997 | 1998 | 1999 | 2000 | 2001 | 2002 | 2003 | 2004 | 2005 | 2006 | 2007 | 2008 | 2009 |
| ----------------------------------------- | ---- | ---- | ---- | ---- | ---- | ---- | ---- | ---- | ---- | ---- | ---- | ---- | ---- | ---- | ---- | ---- | ---- | ---- |
| Nombre de voyageurs annuels (en millions) | 8,1  | 21,1 | 28,6 | 29,4 | 48   | 45   | 48   | 55   | 62   | 62   | 65   | 74,2 | 78,4 | 79   | 85,3 | 86   | 90   | 95,8 |

| Année                                     | 2011 | 2012 | 2015 | 2016 | 2018 | 2019  | 2020 | 2021 | 2022  |
| ----------------------------------------- | ---- | ---- | ---- | ---- | ---- | ----- | ---- | ---- | ----- |
| Nombre de voyageurs annuels (en millions) | 99   | 103  | 100  | 112  | 119  | 127,6 | 78,8 | 89,3 | 109,4 |

Le graphique qui aurait dû être présenté ici ne peut pas être affiché car il utilise l'ancienne extension Graph, désactivée pour des questions de sécurité. Des indications pour créer un nouveau graphique avec la nouvelle extension Chart sont disponibles ici.

### Qualité du service

#### Criminalité
Longtemps, le métro a été réputé peu sûr. En effet, entièrement automatisé, le métro de Lille n'a pas besoin de conducteur et un reproche de déshumanisation lui est fait. L'absence de personnel visible entraîne rapidement un phénomène d'incivilités, le trafic de drogue se développe au sein même de certaines stations, les agressions et dégradations se multiplient. Entre 1995 et 1997, le métro perd des voyageurs. Transpole demande des moyens pour réagir, mais se trouve confronté à l'opposition droite-gauche sur ce sujet au sein de la communauté urbaine.
Transpole obtient tout d'abord le droit d'installer près de 1 200 caméras à l'intérieur des stations et aux entrées de celles-ci. Simultanément, 400 agents d'ambiance sont embauchés. Sur le plan de l'investissement, ce dispositif a coûté 37,5 millions d'euros, et sur le plan humain, il a coûté 12,1 millions. Grâce à l'installation des caméras et au recrutement d'agents d'ambiance, le sentiment d'insécurité a diminué, et la fréquentation est repartie à la hausse. En 2008, une soixantaine de rames de métro sont équipées de caméras de surveillance. Aujourd'hui, l'ensemble du réseau est équipé de caméras de surveillance.
Selon les enquêtes réalisées par Transpole, 76,6 % des voyageurs déclarent se sentir en sécurité dans le métro en décembre 2007. Ce taux de sentiment de sécurité est de 65 % en mai 2014, de 79 % en mai 2015 et de 78 % fin 2016. Dans cette dernière enquête, les trois stations jugées les plus insécurisantes du réseau sont les arrêts Porte des Postes, Gare Lille-Flandres et Eurotéléport. Cependant en 2017, trois clients sur cinq ne préfèrent pas utiliser le métro le soir, « au-delà d'une certaine heure ».
Parmi les faits les plus graves ayant eu lieu dans le métro, il y eut l'attentat manqué par le Gang de Roubaix à la sortie de la station Lille Grand Palais, le meurtre de Frank Tavernier en 2000 à la station Épeule - Montesquieu, ou une voiture bélier incendiée dans la station CHU - Eurasanté lors des émeutes de 2005. Le 12 septembre 2017, le ministre de l'Intérieur, Gérard Collomb, annonce qu'une douzaine de projets d'attentats islamistes avaient été déjoué sur le territoire français depuis janvier 2017, dont un visant le métro de Lille le 14 février de la même année.

#### Fraude
En 1996, la fraude était estimée à 15 % du trafic. La fraude atteint des sommets au début des années 2000, alors à 24 % en 2001 et 2002, puis 20,5 % fin 2003. Pour lutter contre cette fraude, différents moyens sont mis en place comme des campagnes de sensibilisation via des affiches (« À la montée dans le bus, je montre le ticket. ») et la présence d'agents chargés de rappeler les règles d'usage. Les opérations menées contre la fraude par la MEL portent leurs fruits : la fraude dans la métro passe sous la barre des 15 % (14,5 % en 2015 puis 13,2 % pour l'année 2016).
Pour lutter contre la fraude, l'instauration de portiques de contrôle dans sept stations est actée par la communauté urbaine en avril 2015. Les premiers portiques sont inaugurés fin 2017 à la station Gare Lille-Europe. Six autres stations sont équipées en 2018 pour atteindre une couverture totale du réseau d'ici fin 2020. En septembre 2019, des portiques sont mis en service dans neuf nouvelles stations. L'objectif fixé par la MEL est un taux de fraude à 5 % en 2024.

#### Incidents

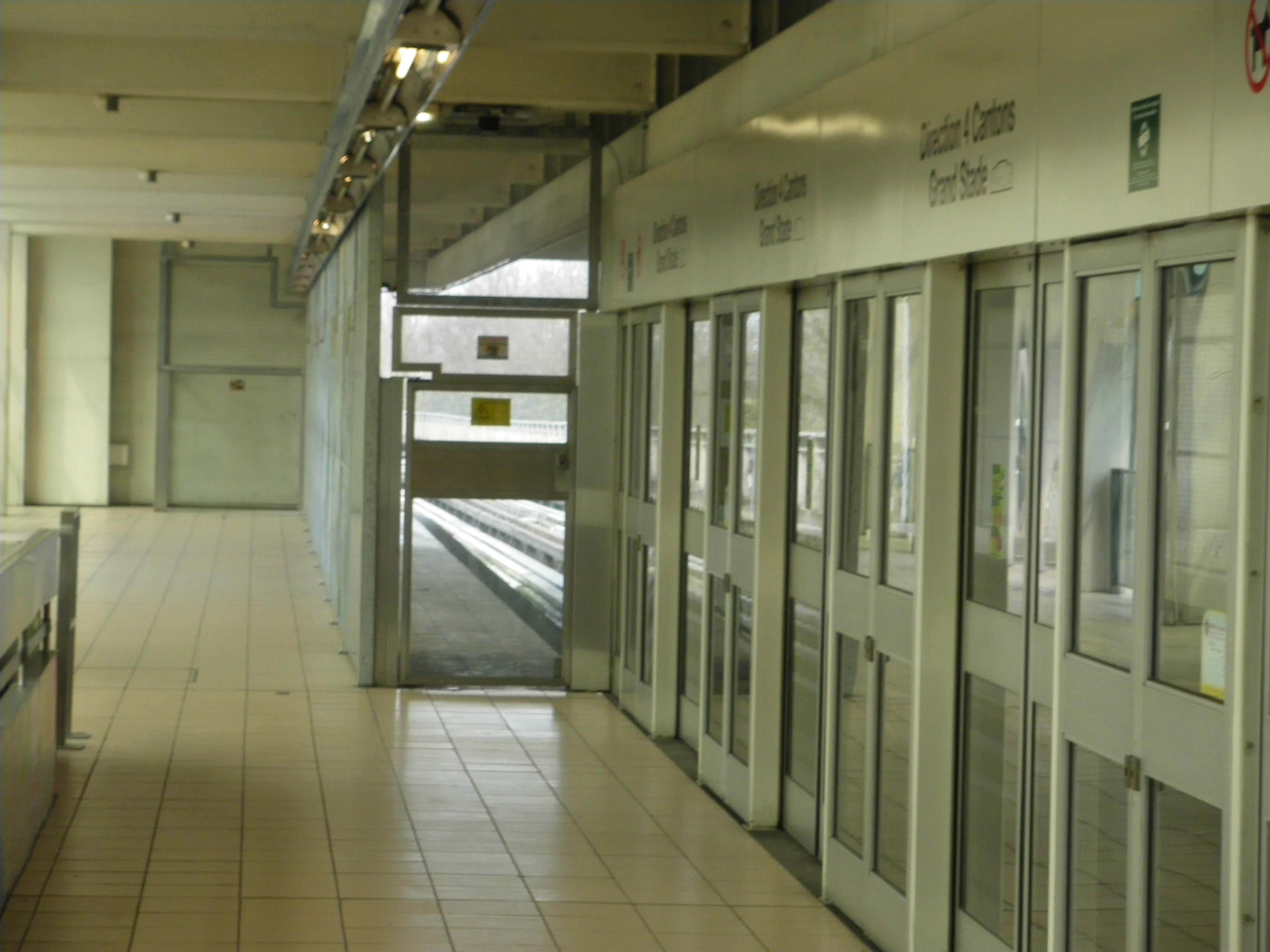
Un agent peut être envoyé en station si les portes palières restent bloquées.

Même si Ilévia estime que le taux de fiabilité est de 99 %, le métro automatique subit de temps en temps des pannes ou des interruptions de trafic, que ce soit sur un tronçon de ligne ou sur une ligne entière. Les origines sont diverses : imprudence des passagers, problème sur une rame, problème informatique, problème sur les voies ou dans les tunnels.
Le trafic peut être interrompu pendant plusieurs heures, comme lors de l'édition 2008 de la braderie de Lille où la ligne 1 a été inaccessible pendant près de quatre heures. Cette première « panne importante lors d'un grand événement » a bloqué un millier de passagers dans les tunnels et a saturé le reste du réseau. Dans le cas de longues pannes, un système de bus relais est mis en place.
En cas de portes bloquées un certain nombre de fois, un agent est envoyé sur place pour se renseigner sur les causes du blocage. En cas de tirage de la poignée d'arrêt d'urgence, le métro doit être arrêté le temps que les agents de Ilévia parcourent le tunnel.
En plus de la panne de plusieurs heures pendant la braderie de 2008, d'autres incidents graves se sont produits sur le réseau tels deux incendies d'origine électrique en deux ans, ou le détournement d'un train de maintenance en 2012. En 2013, le réseau a été interrompu à cause du givre pour la première fois depuis l'inauguration du métro en 1983.
Le seul accident ayant eu lieu sur le réseau s'est produit le 17 juillet 1992. Une foreuse travaillant sur le chantier du quartier d'affaires Euralille perce le tunnel de la ligne 1 au moment où une rame circule. Cet accident ne fait que trois blessés légers.

#### Réseaux mobiles
En juin 2016, la presse locale annonce que la Métropole européenne de Lille a été contactée par des opérateurs afin d'équiper les deux lignes de métro d'antennes-relais pour le 4G. Début juin 2017, le MEL confirme le déploiement de la 3G et 4G par Orange dans les stations souterraines du réseau. Pour la ligne 1, les stations de la ligne 2 Gare Lille-Europe, Saint-Maurice Pellevoisin et celles basées à Mons-en-Barœul, les travaux débutent en septembre 2017 pour une mise en service de la ligne 1 à partir du 28 août 2018. Finalement, la ligne 2 est totalement couverte depuis le 16 février 2021.

#### Crise du métro en 2024
La crise du métro lillois en 2024 est une série de dysfonctionnements majeurs affectant le réseau de métro de Lille, exploité par Ilévia sous l'autorité de la Métropole Européenne de Lille. Elle est marquée par des retards, une réduction de la fréquence des rames, des pannes techniques et des décisions de gestion controversées ayant fortement impacté les usagers.
Plusieurs facteurs ont contribué aux perturbations du métro lillois en 2024. Tout d'abord, la découverte d’amiante sur certaines rames VAL 206 de la ligne 2 en mai 2024 a conduit à leur retrait progressif pour désamiantage, une situation en réalité connue de l'exploitant depuis 2018. La pression des syndicats à causé la fermeture des deux ateliers de maintenance de la ligne 2 à quelques jours des Jeux olympiques de Paris 2024. Cette situation a réduit la fréquence des métros, entraînant des rames surchargées et des temps d’attente accrus. Ensuite, des difficultés ont été rencontrées lors de la mise en service du nouveau système de pilotage automatique Urbalis Fluence, fourni par Alstom, sur la ligne 1 en novembre 2024, conduisant notamment la Métropole Européenne de Lille à prolonger de quelques semaines la "période probatoire" en décembre 2024 après un incident majeur. Le pilote automatique sera finalement mis en service définitivement le 07 janvier 2025. Le manque de formation des opérateurs et des dysfonctionnements techniques ont provoqué de nombreuses pannes, cumulant plus de dix-neuf heures de perturbations trois semaines après sa mise en ligne le 17 novembre. Enfin, la gestion de la crise par Ilévia et la Métropole Européenne de Lille a été critiquée pour son manque de transparence et d’anticipation. De nombreux usagers ont dénoncé l'absence de communication claire sur les délais de résolution des problèmes. Au niveau politique, cinquante-cinq élus métropolitains ont demandé la mise en place d'une mission d'information et d'évaluation (MIE) du matériel roulant du métro, une demande refusée par le conseil métropolitain en séance du 18 octobre 2024,,.
Cette crise a été mise en exergue grâce à une grande campagne médiatique menée par plusieurs médias locaux et nationaux, comme Le Point. Les nombreux articles publiés dans la presse ont contribué à alerter l'opinion publique et à mettre une pression accrue sur la Métropole Européenne de Lille ainsi que sur Keolis, les poussant à réagir plus rapidement face aux dysfonctionnements rencontrés. Les réseaux sociaux ont également joué un rôle majeur dans la diffusion des témoignages des usagers et dans l'organisation des actions de protestation.

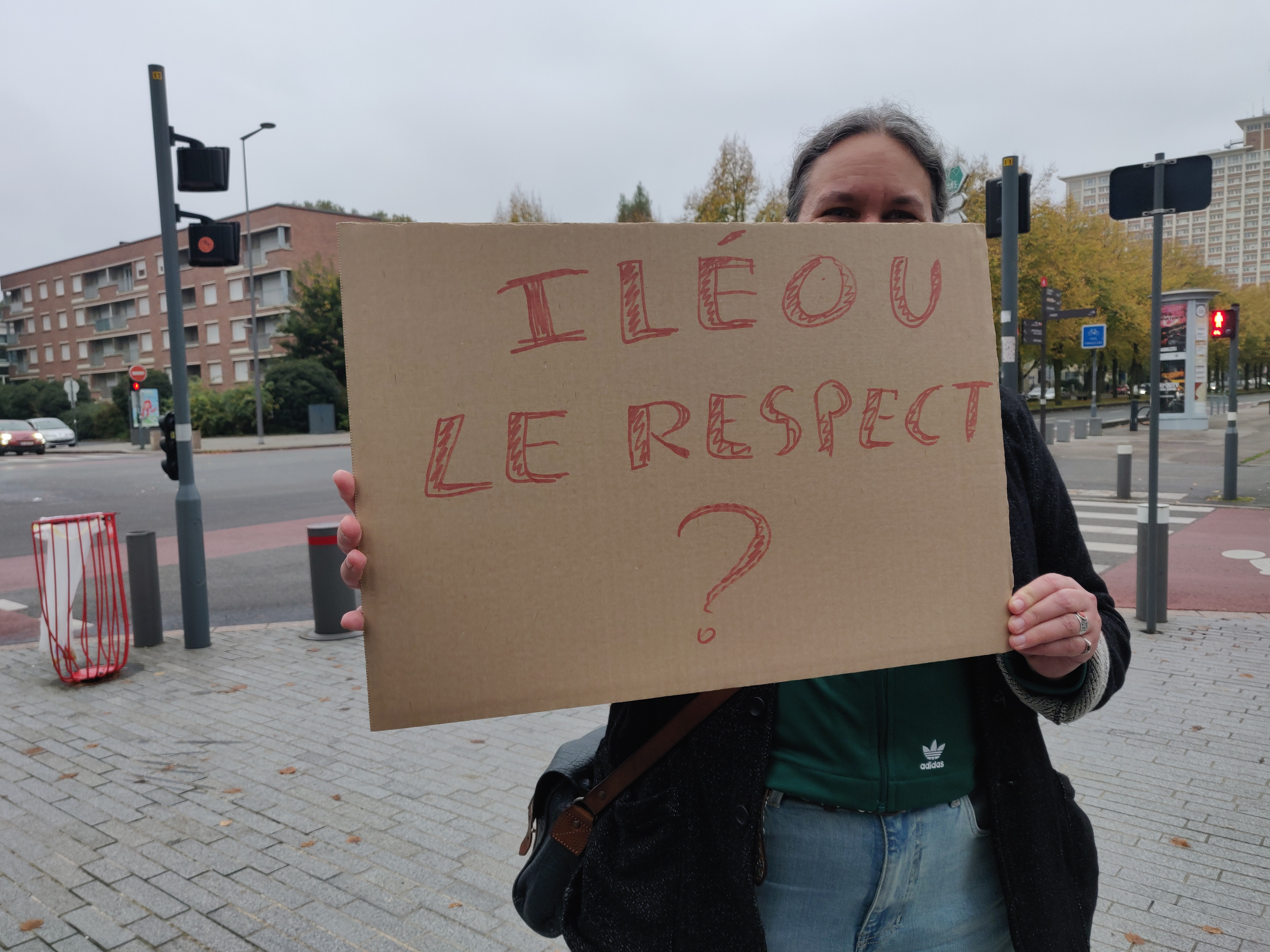
Une usagère devant le siège de la Métropole Européenne de Lille pendant la manifestation organisée par l'association MobiLille le 18 octobre 2024

Face à ces difficultés, plusieurs actions ont été entreprises. Un mouvement de contestation des usagers a émergé avec l'association MobiLille qui a lancé une pétition en septembre 2024 pour réclamer des indemnisations pour les abonnés affectés,,. Des rassemblements de protestation ont également eu lieu devant les locaux de la Métropole Européenne de Lille. En réponse aux demandes de plus en plus fortes de la part des usagers, la Métropole Européenne de Lille a annoncé début 2025 un plan d’indemnisation de quatre millions d’euros financé par des pénalités imposées à Keolis, conformément à la promesse faite par Damien Castelain, président de la Métropole Européenne de Lille au conseil métropolitain de décembre 2024,. Ce plan inédit depuis la mise en service du métro prévoit des réductions d’abonnement pour les abonnés mensuels et abonnés 10 mois ainsi qu'une suspension de prélèvement d'un mois pour les abonnés permanents. Le plan d'indemnisation a été adopté à l'unanimité par les conseillers métropolitains en séance du 28 février 2025 Par ailleurs, des mesures correctives ont été mises en place, incluant une meilleure formation des opérateurs du Poste de Commande Centralisé et des ajustements techniques sur le système de pilotage automatique.
La crise du métro lillois a mis en évidence la nécessité d’une modernisation mieux anticipée et mieux coordonnée du réseau de transport. Les travaux de modernisation devraient se poursuivre jusqu’en 2026, avec l’objectif de rétablir un service normalisé, d’assurer une meilleure expérience aux usagers du métro lillois et de voir la mise en service des rames de 52 mètres, une mise en service attendue avec un retard d'environ 10 ans.

## Matériel roulant
À la fin des années 1960, le système VAL naît au sein de l'Université des Sciences et Technologies de Lille (USTL). En 1971, un premier brevet est déposé portant le nom de Villeneuve-d'Ascq - Lille pour rappeler l'objectif de l'EPALE qui est de faire relier rapidement Lille à la ville nouvelle. En 1975, l'acronyme change de nom et devient Véhicule automatique léger.
Les rames du métro lillois sont à petit gabarit, elles se composent de deux voitures seulement dissociables dans les ateliers-garages en cas de besoin. Le petit gabarit permet de réaliser une réduction des coûts de génie civil et d'énergie de traction par rapport au métro parisien, à gabarit moyen. Les VAL sont équipés de pneumatiques, ce qui permet aussi bien de réduire les nuisances et les vibrations que d'améliorer l'adhérence.
Si leur vitesse de pointe est de 80 km/h, les rames circulent sur le réseau à une vitesse commerciale — ou moyenne — de 34 km/h et une vitesse maximale de 60 km/h sur certains tronçons. L'accélération au démarrage est de 1,3 m/s2. Les voitures restent en station entre dix et trente secondes et ont une précision à l'arrêt de 30 cm.
L'alimentation des rames se fait grâce à des barres latérales situées sur les deux côtés de la voie. Cette dernière est équipée d'un tapis central qui permet de recueillir ou transmettre des informations aux rames qui circulent sur le réseau,.

### État de parc
À l'instar du métro de Toulouse, chaque rame est désignée par un numéro et au sein de chaque rame, chaque voiture a sa propre identification : les voitures sont nommés H (pour « Hacheur », voiture où se situe le poste électrique) et P (pour « Pilote », voiture où se situe l'électronique et l'automatisme).
| Modèle                | Mise en service | Nombre | Numéros | Composition                               | Lignes |
| --------------------- | --------------- | ------ | ------- | ----------------------------------------- | ------ |
| VAL 206               | 1984 - 2028     | 38     | 01-38   | P01-H01 à P38-H38                         |        |
| VAL 206               | Depuis 1987     | 17     | 39-55   | P39-H39 à P55-H55                         |        |
| VAL 206               | Depuis 1989     | 28     | 56-83   | P56-H56 à P83-H83                         |        |
| VAL 208               | Depuis 1999     | 60     | 84-143  | P84-H84 à P143-H143                       |        |
| Alstom Metropolis BOA | Début 2026      | 27     | 201-227 | P201-R201-M201-H201 à P227-R227-M227-H227 |        |

### VAL 206

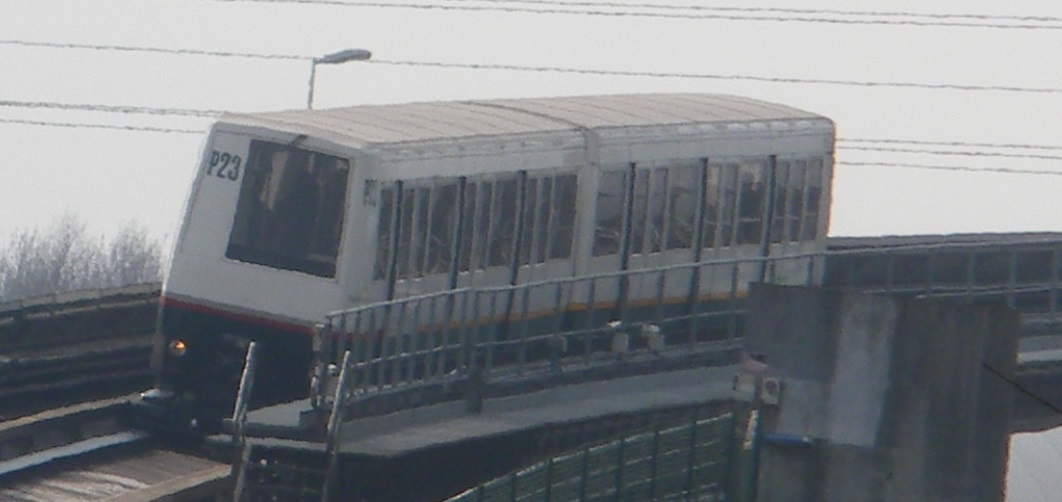
VAL 206.

Les VAL 206 sont au nombre de 83 sur le réseau lillois. Il s'agit de la première génération de métro automatique sur pneus de type VAL, créé par Matra dans les années 1970 en coopération avec l'USTL. En 1983, le parc de base était de 38 rames circulant alors sur l'unique ligne du réseau. Les VAL 206 sont ensuite 55 en 1987 puis 83 deux ans plus tard, lors de l'inauguration de la ligne 1 bis.
Le 206 fait référence à la largeur d'une rame qui est de 206 cm (soit 2,06 m). Ses autres dimensions sont 26 m de longueur (les VAL 206 n'utilisent ainsi que la moitié de la longueur disponible des stations) et 3,25 m de hauteur. Dans la rame, les dimensions sont réduites à 2,01 m de largeur et 2,05 m de hauteur. En charge normale (4 personnes debout par mètre carré), une rame peut accueillir 160 personnes. En charge exceptionnelle, soit 6 personnes par mètre carré, le VAL 206 peut contenir 208 personnes.
Dans le cahier des charges initial, il était prévu que ces rames durent trente années et roulent 2,5 millions de kilomètres
. Cependant en 2005, la LMCU confie à Siemens ces 83 rames pour la mise en place de nouveaux automatismes. Cette rénovation coûta 6,2 millions d'euros. En 2009, Alstom et Safra se sont chargés de la révision et de la rénovation de l'intérieur des rames.
Début 2024, à la suite des retards successifs des travaux de modernisation de la ligne 1 du métro, dirigés par Alstom, les rames VAL 206 (HP-01 à HP-38) sont proches de l'obsolescence. Il est donc décidé de les retirer progressivement du réseau entre 2026 et 2028.

### VAL 208

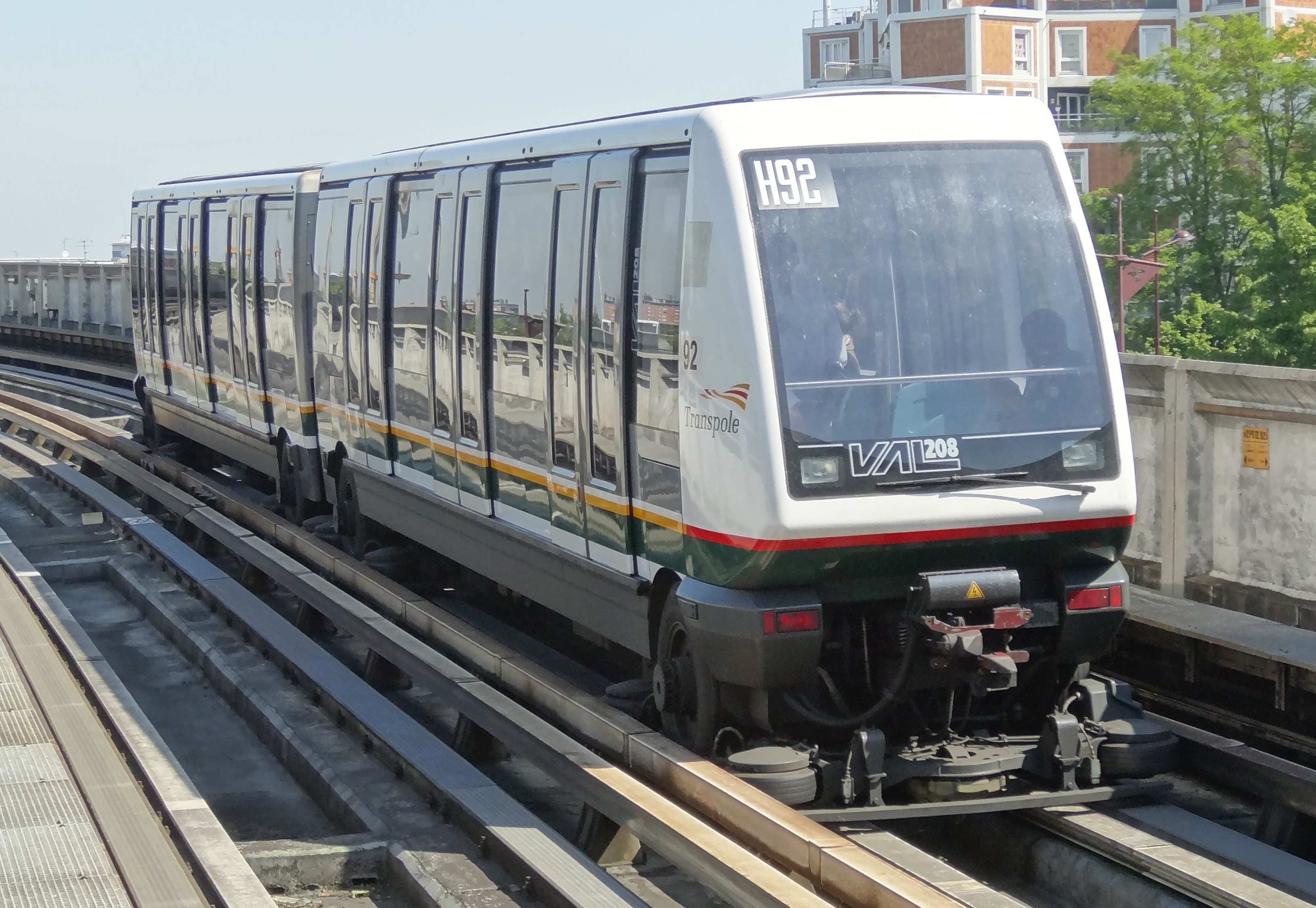
VAL 208.

60 rames VAL 208 roulent sur le réseau lillois depuis 1999, date d'ouverture du tronçon entre Fort de Mons et Tourcoing - Centre,. À l'instar du VAL 206, le 208 rappelle la largeur d'une rame : 2,08 m. Tout comme la largeur, les autres dimensions sont légèrement supérieures à celle du VAL 206 (26,14 m en longueur et 3,275 m en hauteur).
Un des avantages du VAL 208 par rapport à la génération VAL 206 est la capacité des rames. Là où un VAL 206 peut transporter 208 personnes en charge exceptionnelle (6 personnes par mètre carré), le VAL 208 peut en transporter plus de 240. Plus léger et possédant des moteurs plus performants, le 208 permet également de réaliser des économies d'énergies à hauteur de 15 %. La surface des vitres a été augmentée de 30 %, ce qui permet de laisser entrer plus de lumière naturelle.
Fin 2007, les VAL 208 sont réaménagés pour pouvoir accueillir plus de monde ; des appuis fessiers et des barres de maintien horizontales fixées au plafond remplacent quatre triptyques de sièges par rame, soit douze sièges. Le gain d'espace permet d'accueillir 20 % de passagers supplémentaires.

## Projets de développement

### Allongement des stations et nouvelles rames pour la ligne 1

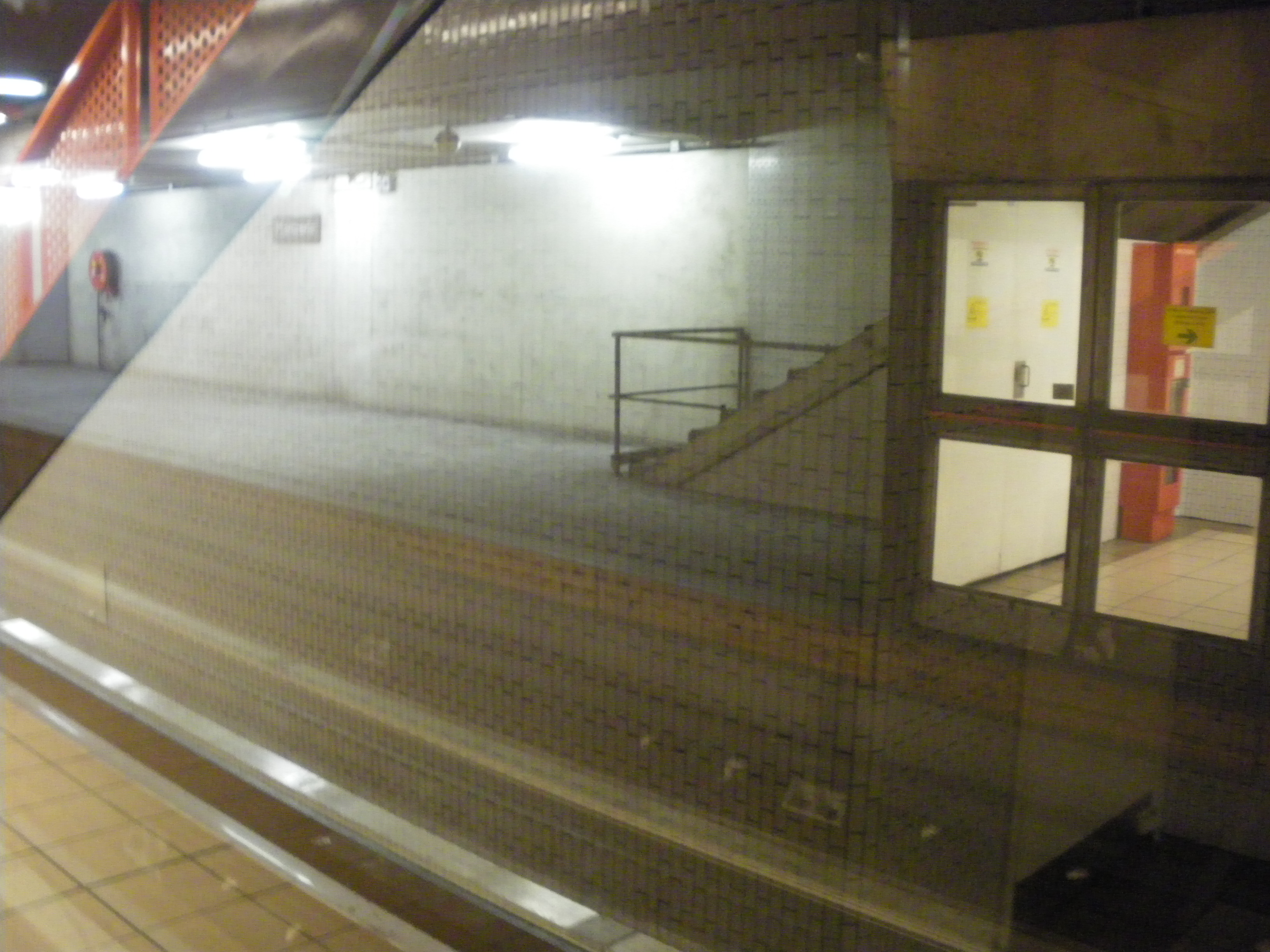
Exemple de partie extensible et non aménagée d'un quai.

Dans le plan de déplacements urbains adopté en 2011, la LMCU prévoit de doubler la longueur des rames de la ligne et ainsi utiliser la totalité de la longueur des stations du réseau,. Des rames de 52 mètres doivent être mises en service sur la ligne 1 et les anciennes rames seront alors redéployées sur la ligne 2, ce qui augmentera la fréquence de cette dernière. Cette extension des stations doit être accompagnée d'une révision du système de pilotage automatique et de la signalisation du métro. Le coût de ce projet, qui aurait dû entraîner une hausse des coûts de fonctionnement de 10 millions d'euros, est estimé à 629 millions d'euros en 2013.
Le 11 mai 2012, Alstom est choisi pour la fourniture de 27 nouvelles rames Metropolis de 52 mètres pour la ligne 1, ainsi que du remplacement complet du système de pilotage automatique des rames. Le montant du marché d'attribution des nouveaux véhicules Alstom s'élève à 266,4 millions d'euros hors taxe. La mise en service des rames et de leur pilotage automatique, est initialement prévue pour 2015.
Les nouveaux véhicules de la ligne 1 doivent être de type BOA, ce qui permettra l'intercirculation entre les différentes voitures qui composent la rame, chose qui n'est pas possible avec les VAL 206 et 208. Alstom était en compétition avec deux autres industriels pour la construction des véhicules : Siemens et Bombardier.
Contestant la décision d'attribution du marché à son concurrent, Siemens a introduit un recours en référé devant le tribunal administratif de Lille estimant entre autres que son offre était moins chère que celle d'Alstom. L'industriel allemand a été débouté de son recours et est maintenant accusé d'avoir exercé des pressions sur Martine Aubry (présidente de Lille Métropole mais également maire de Lille) peu avant l'octroi du marché de construction des nouveaux véhicules à l'industriel français ; Martine Aubry a saisi le parquet de la ville qui a décidé d'ouvrir une enquête préliminaire. Le 23 août 2012, Siemens dépose un nouveau recours devant le tribunal administratif de Lille contre l'octroi à Alstom d'un contrat pour le métro de la ville, il fut là encore débouté.
L'aménagement des stations a débuté depuis au début de l'année 2013, les rames devant s'arrêter sur la partie nouvellement aménagée afin de rénover les quais d'origine. Le nouveau pilotage automatique des rames de 26 mètres aurait dû être mis en place préalablement à la livraison des nouvelles rames.

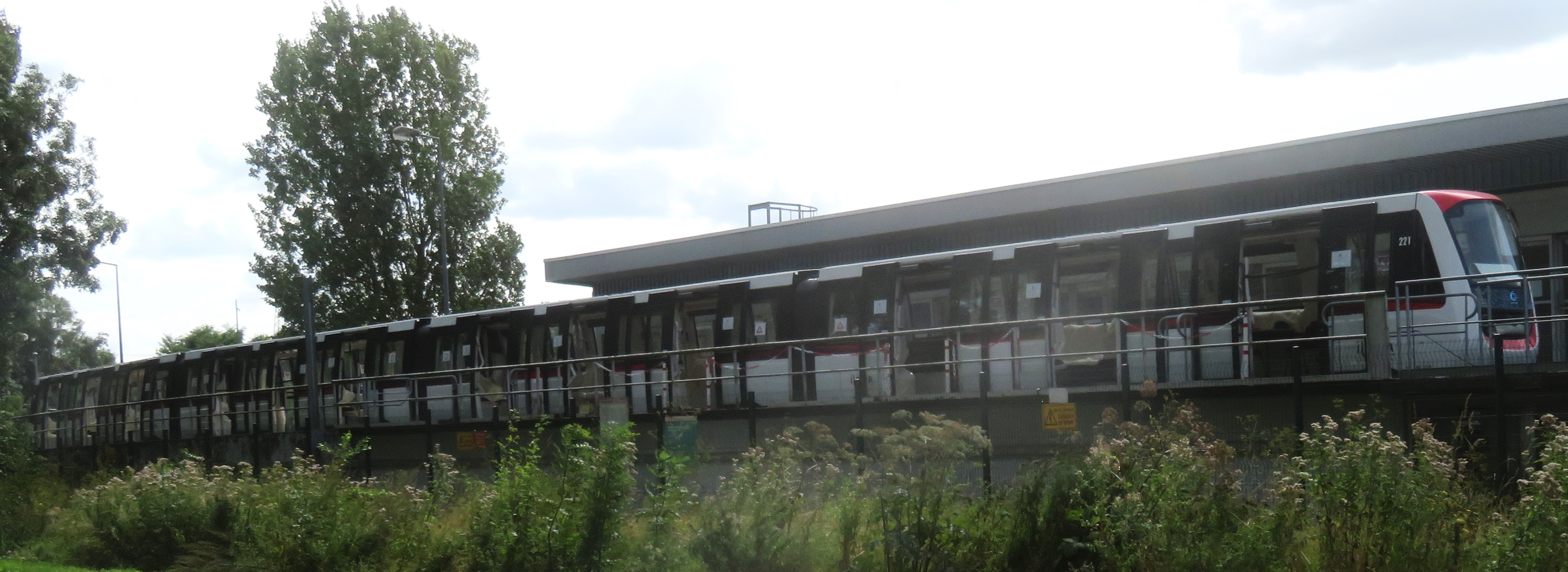
Rame BOA de 4 voitures du métro de Lille stationnée au garage des 4 cantons en août 2024

Cependant, des retards liés aux problèmes du développement du pilotage automatique par Alstom paralysent les travaux et reportent la mise en service des rames de 52 mètres, qui est repoussée successivement, alors que les travaux devaient être achevés pour l'Euro 2016 et que plusieurs rames BOA ont déjà été livrées au garage des Quatre Cantons. L'un des points bloquant est l'adaptation du nouveau pilote aux rames VAL 208.
La MEL a saisi le tribunal administratif et se refuse à donner une nouvelle date de mise en fonction des rames BOA, vraisemblablement pas avant les prochaines élections municipales et métropolitaines de 2020.
En 2019, Damien Castelain, président de la Métropole européenne de Lille, annonce une mise en service du nouveau système de pilotage automatique sur les anciens métros VAL pour 2021 et ses nouvelles rames de 52 mètres Alstom pour avril 2023,,. Alstom déclare en juillet 2021 commencer la livraison des nouvelles rames à partir de décembre 2023 puis reconnaît en octobre 2022 un retard dans ce projet et une prévision de livraison en juillet 2024. Des actions de médiation entre la MEL et Alstom amènent ce dernier à payer 50 millions d'euros de pénalités de retard. En novembre 2023, Damien Castelain indique que la livraison n'est pas prévue avant début 2026, « au mieux », mettant ainsi fin à la médiation engagée avec Alstom et déposant un recours en référé auprès du tribunal administratif.
La MEL est cependant déboutée de toutes ses demandes en janvier 2024, au motif que la prestation d'Alstom ne concerne que la ligne 1 du métro : l'objectif initial d'Ilévia était en effet de transférer les rames VAL 208 (circulant actuellement sur la ligne 1) sur la ligne 2 afin de remplacer les rames VAL 206 vieillissantes, celles-ci devant être retirées du service à partir d'août 2025.
Le 17 novembre 2024, le nouveau système de pilotage automatique Urbalis Fluence d'Alstom est enfin mis en service sur la ligne 1, marquant une étape importante dans le projet de modernisation de la ligne, avec plus de 8 ans de retard sur la date initiale. Le système rentre dans une phase d'expérimentation en circulation commerciale d'un mois.
Le 17 décembre 2024, pile un mois après la mise en place du nouveau système de pilote automatique Urbalis Fluence sur la ligne 1 du métro, la MEL décide de prolonger la période probatoire de 3 semaines, jusqu'au 6 janvier 2025. Cela fait suite à un premier mois de mise en service marqué par de nombreuses interruptions de la ligne 1, notamment le mardi 17 décembre, pendant près de 4h.
Le 8 janvier 2025, la Métropole Européenne de Lille annonce par voie de communiqué de presse la fin de la période probatoire pour le nouveau pilote automatique, mettant fin à la période probatoire débutée le 17 novembre 2024. Cette étape importante acte définitivement la mise en service du nouveau pilote automatique sur la ligne 1, sans retour en arrière possible.

### Information des voyageurs
Il est prévu que chaque station soit équipée de deux écrans double (un par quai) qui informent les voyageurs sur le temps d'attente et les incidents sur le réseau, système similaire au système d'information en ligne sur la ligne 14 du métro parisien. Ces travaux sont évoqués en 2013 et sont censés accompagner ceux de l'extension de stations.
Toutefois, en 2020, ces écrans ne seraient pas prioritaires notamment car « en heure de pointe, la fréquence de la ligne 1 est la plus élevée au monde avec un métro toutes les minutes. En journée, cette fréquence est d'un métro toutes les 3 minutes ».
Finalement, fin-2023 et début 2024, ces écrans sont installés sur l'ensemble de la ligne 1 et 2. Les temps d'attente s'afficheront progressivement à partir de début juin 2025 sur la ligne 2.

### Extensions de lignes existantes

#### Prolongement de la ligne 1 vers l'aéroport de Lille-Lesquin et Eurasanté
Après l'annonce du président de la Métropole européenne de Lille, Damien Castelain, de la création d'une ligne de tramway reliant le centre de Lille à l'aéroport Lille-Lesquin en janvier 2016, Keolis, délégataire du réseau de transport en commun de la MEL Ilévia a également été chargé de travailler sur l'hypothèse d'un prolongement de la ligne 1 du métro de son actuel terminus Quatre Cantons - Stade Pierre-Mauroy jusqu'à l'aéroport de Lille-Lesquin. Ce prolongement permettrait également de desservir la ville de Lesquin et le Centre régional de transport.
Lors du vote du schéma directeur des infrastructures de transport (SDIT) qui planifie le développement des transports publics de la métropole, il a été acté un prolongement de la ligne 1 du métro d'une station vers Eurasanté. Ce développement permettrait de desservir l'hôpital Jeanne de Flandres et la faculté de médecine. La concrétisation de ce projet est envisagée pour 2035.

#### Prolongement de la ligne 2 de Saint-Philibert à la gare de Pérenchies
Dans le cadre de la concertation sur l'avenir des transports dans la métropole lilloise, la MEL a présenté un projet de prolongement de la ligne jusqu'à la gare de Pérenchies. Ce prolongement de 1,8 km au-delà de l'actuel terminus de Saint-Philibert permettrait une correspondance entre les lignes TER Hauts-de-France vers le littoral et le réseau de transport en commun Ilévia de l'ouest de la métropole.

### Autres projets abandonnés ou évoqués
Le schéma initial du métro lillois adopté en 1974 prévoyait la construction de quatre lignes. La ligne 3 aurait relié Ronchin et Faches-Thumesnil à La Madeleine, Marquette et Wambrechies via Lille. La ligne 4 aurait dû desservir Wattrelos, Roubaix, Lys-lez-Lannois et Hem. Ces deux lignes ont été définitivement abandonnées en 2000 pour des raisons de coût.
De nombreuses extensions de la ligne 1 ont été évoquées au fil des ans. À l'ouest, il a été envisagé de continuer la ligne après le CHU vers Wattignies, tandis qu'à l'est, le prolongement pourrait se faire vers l'aéroport de Lesquin ou vers la Haute-Borne.
La ligne 2 devait à l'origine être complétée par une antenne vers Wattrelos partant de la station Eurotéléport à Roubaix. L'amorce d'un raccordement vers cette branche est même visible dans le tunnel. Un autre projet ayant été évoqué est le prolongement de la ligne en Belgique, au delà de CH Dron.